# Первая мировая война
Пе́рвая мирова́я война́ (также — Втора́я Оте́чественная война́ (в историографии Российской империи), или Вели́кая война́; в советской историографии иногда — Империалисти́ческая война́; 28 июля 1914 года — 11 ноября 1918 года) — глобальный военный конфликт с участием 38 стран между двумя коалициями государств в Европе (Антанта и Тройственный союз), боевые действия которого распространились также на Ближний Восток, Африку и некоторые районы Азии. Один из самых масштабных и кровопролитных военных конфликтов в истории человечества: около 9 миллионов человек погибли в боях и более 5 миллионов мирных жителей — в результате военной оккупации, бомбардировок, голода и болезней. Ещё миллионы людей погибли в результате геноцида армян в Османской империи и пандемии гриппа 1918 года.
К 1914 году великие державы Европы были разделены на два военно-политических блока: Антанту, в которую входили Франция, Россия и Великобритания; и Тройственный союз Германии, Австро-Венгрии и Италии. Напряжённость на Балканах достигла апогея 28 июня 1914 года после убийства эрцгерцога Франца Фердинанда, наследника Австро-Венгрии, боснийским сербом Гаврило Принципом. Австро-Венгрия обвинила в этом Сербию, что привело к Июльскому кризису — попытке избежать конфликта дипломатическим путём. Россия заявила о защите Сербии, а 25 июля в России было принято решение о вмешательстве в австро-сербский конфликт и приведении русской армии в боевую готовность, что стало очередным шагом ко всеобщей большой войне. Первым днём «подготовительного к войне периода» и началом тайной мобилизации на всей территории Европейской России было объявлено 26 июля. Всё это было сделано ещё до отклонения сербами ультиматума, и до того как 28 июля Австрия объявила Сербии войну, а также до любых иных военных мер, предпринятых затем Германией. В итоге к 4 августа система альянсов втянула в войну Германию, Францию и Британию с их соответствующими колониями. В ноябре Германия, Австро-Венгрия, Османская империя и Болгария образовали блок Центральных держав, а в апреле 1915 года Италия перешла на сторону Великобритании, Франции, России и Сербии, таким образом усилив блок Антанты и её союзников в Первой мировой войне.
В начавшейся войне на два фронта стратегия Германии в 1914 году, согласно плану Шлиффена, заключалась в том, чтобы сначала победить Францию, затем перебросить свои силы в Восточную Европу и победить Россию. Однако продвижение Германии во Францию было остановлено, и к концу 1914 года Западный фронт стабилизировался от Ла-Манша до Швейцарии, мало изменяясь вплоть до 1918 года. Напротив, Восточный фронт был более динамичным. Другие театры боевых действий — Ближневосточный, Кавказский, Итальянский и Балканский, в которых принимали участие, в частности, Османская империя, Италия, Болгария, Греция. Активные боевые действия шли также в африканских колониях, в Азиатско-Тихоокеанском регионе и в водах Атлантического океана и его морей.
На Восточном фронте в августе-сентябре 1914 года российские войска победили в битве при Гумбиннене, но потерпели поражение в битвах при Танненберге и при Мазурских озёрах. В то же время, русская армия достигла успеха в Галицийском сражении с австро-венграми. К маю 1915 немцы начали наступление на Горлице и Тарнув, которое вынудило отступить российские войска. К 5 августа Варшава была оккупирована немцами — их наступление закончилось в сентябре 1915 года, когда вся Польша и часть Минской губернии и большая часть территории отвоёванной у Австро-Венгрии в прошлом году были оставлены русскими войсками.
В 1916 году Россия провела успешное Брусиловское наступление. На Западном фронте апофеозом безрезультатных попыток переломить сложившуюся тупиковую ситуацию стали масштабные битвы при Вердене и на Сомме в 1916 году, наступление Нивеля в 1917 году. В начале 1917 года Германия начала неограниченную подводную войну, в результате чего 6 апреля 1917 года в войну вступили ранее нейтральные Соединённые Штаты Америки. В России ухудшение экономической ситуации и непопулярность Николая II привели в 1917 году к Февральской революции — начался длительный политический кризис, разложение и массовое дезертирство в армии. После Октябрьской революции 1917 года к власти в России пришли большевики и после длительных многоэтапных переговоров в Бресте и масштабного наступления Германии по всему фронту были вынуждены 3 марта 1918 года подписать мир на условиях Германии. 21 марта 1918 года на Западном фронте Германия начала Весеннее наступление, в ходе которого ей удалось прорвать фронт союзников впервые с 1914 года, но не удалось добиться стратегического результата. 28 мая 1918 года при Кантиньи произошло первое крупное сражение с участием подразделений, прибывших из США. После неудачного для германской армии наступления на реке Марне в августе союзники по Антанте начали ответное Стодневное наступление, выйдя к линии Гинденбурга и в октябре прорвав её.
К концу 1918 года союз Центральных держав начал распадаться. 29 сентября подписала перемирие разгромленная в ходе Вардарского наступления Болгария. 31 октября за ней последовала Турция, которая после оккупации Болгарии Антантой потеряла сообщение с Германией и Австро-Венгрией и столкнулась с угрозой Константинополю. 3 ноября капитулировала Австро-Венгрия, столкнувшаяся с масштабным дезертирством в армии, кризисом в тылу и национально-освободительными движениями на подконтрольных территориях. Тем временем, ещё 4 октября кайзеровское правительство, осознав неспособность остановить наступление Антанты, обратилось с предложением начать переговоры о мире к президенту США Вудро Вильсону, который потребовал отречения кайзера и капитуляции. Приказ германского командования направить флот в атаку на британцев в отчаянной попытке улучшить переговорные позиции привёл 29 октября к восстанию матросов в Киле и старту революции — по всей уставшей от войны и ухудшения экономической ситуации стране начались антиправительственные митинги и создание советских органов власти. 8 ноября начались переговоры с кайзеровской делегацией в Компьенском лесу, а 9 ноября канцлер Максимилиан Баденский объявил об отречении кайзера Вильгельма II от престола, который после этого бежал в Нидерланды. Подписание 11 ноября 1918 года Компьенского перемирия закончило войну. Парижская мирная конференция 1919—1920 годов навязала побеждённым державам различные соглашения, самым известным из которых является Версальский договор.
Первая мировая война привела к колоссальной нагрузке на экономику втянутых в неё европейских держав, что усугубило имевшиеся в них внутренние проблемы; как следствие, это привело к гибели Российскую, Австро-Венгерскую, Германскую и Османскую империи, что сопровождалось многочисленными государственными переворотами, гражданскими и национально-освободительными войнами, в том числе, гражданской войной в России. На карте мира появились такие государства, как Польша, Чехословакия и Югославия. Странами Антанты по результатам войны была создана Версальско-Вашингтонская система международных отношений, просуществовавшая около 20 лет и констатировавшая политическое и экономическое лидерство, в первую очередь, Великобритании, Франции и США. Тяжёлые условия, наложенные победителями на послевоенную Германию, способствовали росту реваншизма в этой стране. Недовольство сложившимся мировым порядком и стремление изменить его в свою пользу со стороны Германии, Италии и Японии в дальнейшем катализирует новую мировую войну.

## Название
С началом войны во всём мире её называли «Великой войной» или «Большой войной» (ср.: англ. The Great War, фр. La Grande guerre). В Российской империи официальная пропаганда, апеллируя к памяти Отечественной войны 1812 года, ввела в оборот названия «Вторая Отечественная» и «Великая Отечественная», а в народе войну называли «германской». В других странах для обозначения своего участия в войне применялись другие названия — в Италии республиканцы войну назвали «Четвёртая итальянская война за независимость», а в Японии применялся термин «Немецко-японская война». Социал-демократические партии Европы и России использовали определение «империалистическая война», усвоенное впоследствии историографией СССР и социалистических стран. В межвоенный период эпитеты «великая/большая» уступили место определению «мировая война». Название «Четырёхлетняя война 1914—1918 гг.» зафиксировал в 1920-е годы Энциклопедический словарь Гранат.
Название «первая мировая война» на русском языке впервые встречается 8 мая 1928 года в стенограмме совещания Реввоенсовета СССР:

Пелль: […] Как показывает опыт первой мировой войны, если районы охранялись и имели воздушную оборону, то, летая сотнями, они [тяжёлые бомбовозы] прилетали маленькими десятками. А возвращалось ещё меньше[…]
— Танки против линкоров. Стенограмма совещания Реввоенсовета СССР с командующими войсками Московского, Белорусского и Украинского военных округов и начальниками Морских сил Балтийского и Чёрного морей.
Выражение «первая мировая империалистическая война» впервые употребил И. В. Сталин в своём докладе от 10 марта 1939 года:

Характерная черта новой империалистической войны состоит в том, что она не стала ещё всеобщей, мировой войной. Войну ведут государства-агрессоры, всячески ущемляя интересы неагрессивных государств, прежде всего Англии, Франции, США, а последние пятятся назад и отступают, давая агрессорам уступку за уступкой.
(…)
Это можно было бы объяснить, например, чувством боязни перед революцией, которая может разыграться, если неагрессивные государства вступят в войну и война примет мировой характер. Буржуазные политики, конечно, знают, что первая мировая империалистическая война дала победу революции в одной из самых больших стран. Они боятся, что вторая мировая империалистическая война может повести также к победе революции в одной или в нескольких странах.
— Отчётный доклад на XVIII съезде партии о работе ЦК ВКП(б) 10 марта 1939 года
С 1940 года термины «первая мировая империалистическая война» и «первая мировая война» стали общеупотребительными.
На английском языке First World War встречается в названии книги Чарльза-Корта Репингтона The First World War, 1914—1918, изданной в 1920 году. Другим примером раннего использования термина First World War является сборник статей From the First World War to the Second, изданный в сентябре 1934 года.
Современное название, включающее числительное «1-й» в разных вариантах написания, прописью, арабскими или римскими цифрами — ретроним, вошедший в оборот после начала Второй мировой войны. На русском языке в советское время и до начала 1990-х годов было принято написание со строчной буквы — первая мировая война, а в настоящее время — с прописной буквы — Первая мировая война.

## Предпосылки конфликта и его завязка

### Предпосылки войны
Противоречия между великими державами — Германией с одной стороны и Францией, Великобританией, Россией с другой — стали нарастать задолго до начала войны.
Преобразуя Северогерманский союз в единую Германскую империю после победы в франко-прусской войне 1870—1871 годов, канцлер Бисмарк заявлял об отсутствии у его державы стремлений к политическому и экономическому господству в Европе: «Сильная Германия желает, чтобы её оставили в покое и дали развиваться в мире, для чего она должна иметь сильную армию, поскольку никто не отважится напасть на того, кто имеет меч в ножнах… Все государства, за исключением Франции, нуждаются в нас и, насколько это возможно, будут воздерживаться от создания коалиций против нас в результате соперничества друг с другом».
Окрепнув к середине 1880-х годов в экономической и военной сфере, Германия изменила внешнеполитические приоритеты. Страна не только включилась в борьбу за гегемонию в Европе, но и взяла курс на мировую экспансию. Так как Германия «опоздала» к колониальному разделу мира, её капитал был лишён доступа на заморские рынки сбыта, монополизированные старыми колониальными державами. Танжерский кризис, Боснийский кризис, Балканские войны — усиливали политическую напряженность.
Для решения внешнеполитических проблем Германии необходимо было разгромить Францию, Россию и Англию как державы, ранее поделившие между собой остальной мир. Эти страны стали готовиться к отражению агрессивных планов германского руководства. В 1891 году Россия и Франция заключили военный союз под именем «Сердечное согласие» (фр. Entente Cordiale — Антанта). Англия официально присоединилась к Антанте в 1907 году.
Со своей стороны кайзер Вильгельм II обратил внимание, что трёхстороннее «Джентльменское соглашение» 1897 года между Англией, США и Францией, предусматривавшее завоевание испанских колоний, контроль над Мексикой и Центральной Америкой, использование Китая, а также захват источников угля, было оформлением Антанты де-факто. Поскольку Германия обнародовала свою большую морскую программу лишь год спустя (1898), кайзер сделал вывод, что союз был заключён вовсе не для борьбы с «пангерманизмом», а для реализации собственных планов Британии и Франции по уничтожению Германии и Австрии как конкурентов за 17 лет до начала мировой войны.
Все ищут и не находят причину, по которой началась война.
Их поиски тщетны, причину эту они не найдут.
Война началась не по какой-то одной причине,
война началась по всем причинам сразу.
На Ближнем Востоке сталкивались интересы практически всех держав, стремившихся успеть к разделу ослабленной Османской империи. В частности, Россия претендовала на территории, примыкающие к черноморским проливам, а также стремилась к контролю над Анатолией, где проживало более 2 млн армян, что дало бы России сухопутный выход к Ближнему Востоку.
В России в феврале 1914 года совет министров пришёл к выводу, что наиболее благоприятная возможность для завоевания Константинополя возникнет в контексте общеевропейской войны. В апреле 1914 года Николай II утвердил рекомендации своего кабинета и поручил правительству принять все необходимые меры для того, чтобы при первой же возможности захватить Константинополь, Босфор и Дарданеллы.
К 1914 году оформились два блока, противостояние которых легло в глобальную первооснову мировой войны:
- Блок Антанта: Российская империя, Великобритания, Франция. Оформился в 1907 году после заключения русско-французского, англо-французского и англо-русского союзных договоров.
- Блок Тройственный союз: Германия, Австро-Венгрия, Италия.

По ходу войны Тройственный союз развалился: в 1915 году Италия вступила в войну на стороне Антанты. После того как к Германии и Австро-Венгрии присоединились Турция и Болгария, на его месте образовался Четверной союз, он же блок Центральных держав.
В ряду других причин войны называются: изменение баланса сил, территориальные притязания и союзные обязательства европейских держав, империализм, милитаризм, автократия; неразрешённые предшествующие локальные конфликты (Балканские войны, Итало-турецкая война).
В России В. И. Ленин и РСДРП(б) квалифицировали войну как несправедливую со всех сторон и выдвинули лозунг «перевести войну империалистическую в войну гражданскую».

Немецкая буржуазия, распространяя сказки об оборонительной войне с её стороны, на деле выбрала наиболее удобный, с её точки зрения, момент для войны, используя свои последние усовершенствования в военной технике и предупреждая новые вооружения, уже намеченные и предрешенные Россией и Францией.— Ленин В. И. «Социализм и война».
В войну вступили не сумевшие и не желавшие договориться по-семейному вместо кровавой бойни ближайшие кровные родственники — двоюродные братья и внуки королевы Виктории Вильгельм II и Георг V и их зять, двоюродный брат Георга V Николай II, женатый на ещё одной внучке королевы Виктории; при этом Георг V и Вильгельм II не спасли от гибели Николая II и его семью.

### Убийство эрцгерцога и политический кризис
Формальным поводом к войне послужило «Сараевское покушение»: 28 июня 1914 года 19-летний боснийский серб Гаврило Принцип убил в Сараеве эрцгерцога Австро-Венгрии Франца Фердинанда и его морганатическую супругу чешку Софию Хотек, приехавших в столицу аннексированных в 1908 году Боснии и Герцеговины.
Франц Фердинанд — наследник австро-венгерского престола — был славянофилом и выступал за создание федерации из австрийских, венгерских и славянских земель под покровительством Габсбургов. Со своей стороны, Гаврило Принцип состоял в организации «Млада Босна» («Молодая Босния»), которая была создана в 1912 году по образцу итальянской революционной подпольной организации «Молодая Италия» и провозгласила борьбу за объединение всех южнославянских народов в одно государство — Великую Сербию.
5 июля Вильгельм II на конфиденциальной встрече с австрийским послом в Берлине, Ладислаусом Сегеньи, заверил его, что Австро-Венгрия может «рассчитывать на полную поддержку Германии» в австро-сербском конфликте, о чём Сегеньи в тот же день сообщил министру иностранных дел Австро-Венгрии Леопольду фон Берхтольду.
6 июля английский министр иностранных дел Эдуард Грей встретился с германским послом Карлом Лихновским. Лихновский заявил, что Австрия не планирует каких-либо аннексий в Сербии, выразил надежду, что Грей использует своё влияние в Петербурге, чтобы склонить Сербию к уступке австрийским требованиям, а также выразил обеспокоенность враждебной позицией России по отношению к Германии. Грей заверил посла, что у Германии нет оснований сомневаться в миролюбии России, отрицал наличие секретных политических соглашений между Англией и Россией и обещал содействовать достижению взаимопонимания между Тройственным союзом и Антантой.
7 июля 1914 года в Вене состоялось заседание Совета министров, на котором было решено предъявить Сербии ультиматум, в случае отклонения которого «разрешить вопрос путём военного вмешательства».
8 июля Грей встретился с русским послом Бенкендорфом, сообщил ему о вероятности австрийского выступления против Сербии, опроверг предположение посла относительно того, что Вильгельм II не хочет войны, и подчеркнул враждебность Германии по отношению к России.
9 июля состоялась вторая встреча Грея с Лихновским. Грей вновь заверил германского посла в миролюбивом настроении России, заявил, что Англия не связана с Россией и Францией какими-либо союзными обязательствами и намерена сохранять полную свободу действий в случае континентальных затруднений, утверждал, что пытается убедить российское правительство «занять спокойную и снисходительную позицию по отношению к Австрии» и «нет причин пессимистично оценивать ситуацию».
18 июля российский министр иностранных дел Сазонов заявил германскому послу Пурталесу, что если Австро-Венгрия решилась «возмутить мир», ей придётся «считаться с Европой», «Россия не могла бы смотреть равнодушно на выступление в Белграде, направленное на унижение Сербии. … Во всяком случае, не должно быть и речи об ультиматуме».
20—22 июля состоялся визит в Россию французского президента Пуанкаре и председателя совета министров Вивиани. Представители французского правительства заверили, что в случае войны с Германией Франция выполнит свои союзнические обязательства.
20 июля Эдуард Грей предложил через английского посла в Петербурге решить австро-сербский конфликт путём «непосредственных переговоров» между Австрией и Россией. Это предложение было отвергнуто президентом Пуанкаре, заявившим, что «беседа вдвоём между Австрией и Россией была бы в настоящий момент весьма опасна», вместо этого правительства Англии, Франции и России должны обратиться к Австрии «с советами умеренности».
23 июля Австро-Венгрия обратилась к Сербии с ультиматумом, в котором потребовала пресечь антиавстрийскую пропаганду в печати и учреждениях образования, закрыть общество «Народна Одбрана» и другие сербские организации антиавстрийской направленности, отстранить от военной и административной службы всех лиц, занимающихся агитацией против Австро-Венгрии, произвести судебное расследование в отношении участников заговора 28 июня, допустив к участию в этом расследовании представителей австрийских властей и в дальнейшем «допустить сотрудничество в Сербии органов императорского и королевского правительства в деле подавления революционного движения, направленного против территориальной неприкосновенности монархии».
23 июля Грей впервые за время кризиса встретился с австрийским послом Менсдорфом, который сообщил ему основные пункты австрийской ноты Сербии. Грей отказался обсуждать её по существу.
24 июля австрийский посол официально передал английскому правительству текст ультиматума Сербии. В тот же день Грей во время встречи с немецким послом впервые указал на возможность «войны четырёх держав» (России, Австро-Венгрии, Германии и Франции) в случае вступления Австрии на сербскую территорию, не обозначив при этом, чью сторону намерена принять Англия. В тот же день Грей предложил организовать «посредничество четырёх держав» (Англии, Франции, Германии и Италии) для разрешения кризиса. Предложение было принято Германией, но отвергнуто Францией и Россией.
24 июля в России стало известно об австрийском ультиматуме Сербии. Министр иностранных дел Сазонов заявил: «Это европейская война!». В тот же день состоялось заседание Совета министров, на котором было решено предложить Сербии в случае вторжения австрийцев не оказывать сопротивления, а обратиться за помощью к великим державам; в России было решено готовиться к мобилизации четырёх военных округов (Киевского, Одесского, Московского и Казанского) и флота. Военному министру было предложено незамедлительно ускорить пополнение запасов материальной части армии, а министру финансов — изъять как можно больше русских государственных вкладов из германских и австро-венгерских банков. Состоялась встреча Сазонова с послами Франции, Англии и Румынии.
25 июля состоялось заседание Совета министров под председательством Николая II в Красном Селе, где происходили военные манёвры, в малом летнем дворце великого князя Николая Николаевича. На нём было принято решение о вмешательстве в австро-сербский конфликт и привести русскую армию в боевую готовность, «пока не объявлять частичную мобилизацию, но принять все подготовительные меры для скорейшего её (частичной мобилизации) осуществления в случае надобности», что послужило первым шагом ко всеобщей большой войне. Несмотря на то, что у России не было никакого союза с Сербией, Совет министров дал согласие на тайную частичную мобилизацию свыше миллиона человек русской армии, а также Балтийского и Черноморского флотов. Было введено в действие «Положение о подготовительном к войне периоде», предполагавшее проведение обширных мобилизационных мероприятий без формального объявления мобилизации. Первым днём «подготовительного к войне периода» на всей территории Европейской России было объявлено 26 июля. Всё это было сделано ещё до отклонения сербами ультиматума и до объявления войны Австрией 28 июля, а также до любых иных военных мер предпринятых затем Германией. Как дипломатический ход это имело свою определённую ограниченную ценность, поскольку Россия не обнародовала эту мобилизацию вплоть до 29 июля.
25 июля во Франции приняты «предупредительные военные меры»: возвращение войск, находящихся на манёврах, вызов офицеров из отпусков, подготовка войск из Марокко.
25 июля российское и французское правительства обратились к английскому министру иностранных дел Грею с просьбой «ясно и твёрдо» осудить перед австрийцами их политику. Министр иностранных дел Сазонов в тот же день сказал английскому послу, что ясное заявление Англии о своей позиции может оказать решающее влияние на политику Германии и предотвратить войну.
25 июля в 15 ч. 00 мин. в Сербии отдано распоряжение о всеобщей мобилизации.
25 июля в 18 ч. 00 мин. Сербия дала ответ на австрийский ультиматум. Пункты 1, 2 и 3 ультиматума были приняты в значительной части, пункты 8 и 10 — полностью, на пункты 4, 5 и 9 ответ был дан уклончиво или с серьёзными оговорками, требования пункта 6 об участии австрийских представителей в расследовании Сараевского убийства были отклонены. В тот же день последовал разрыв дипломатических отношений между Сербией и Австро-Венгрией.
26 июля российский министр иностранных дел Сазонов по настоянию немецкого посла Пурталеса встретился с австрийским послом в Петербурге Сапари для «непосредственных переговоров», после чего обратился к австрийскому министру Берхтольду с предложением обсудить вопрос об изменении требований австрийского ультиматума. Берхтольд дал сначала уклончивый, а затем (29 июля) — отрицательный ответ.
26 июля английский король Георг V во время встречи в Букингемском дворце заверил брата германского кайзера, принца Генриха, что Англия «приложит все усилия, чтобы не быть вовлечённой в войну и остаться нейтральной».
26 июля Грей изменил своё предложение о «посредничестве четырёх держав» на предложение о «конференции послов». Согласно его более позднему признанию, Грей выдвигал свои инициативы о посредничестве, поскольку считал, что: «германские приготовления к войне были продвинуты много дальше, нежели приготовления России и Франции; конференция дала бы возможность этим двум державам подготовиться и изменить ситуацию к невыгоде для Германии». Ни одна из стран, за исключением Италии, не дала немедленного и безоговорочного согласия на предложение Грея о созыве конференции. Германское и российское правительства отказались от посредничества до окончания «непосредственных переговоров» между Петербургом и Веной.
27 июля Англией принят приказ, согласно которому флот, собранный ранее для проведения манёвров, должен оставаться сконцентрированным в Портленде.
27 июля Грей на заседании кабинета министров потребовал участия Англии в войне, угрожая в противном случае выходом в отставку. Одиннадцать членов кабинета высказались против войны, трое — премьер-министр Асквит, Холден и Черчилль — поддержали Грея. В тот же день Грей заявил немецкому послу Лихновскому, что полностью удовлетворён ответом Сербии на австрийский ультиматум, и потребовал от Германии «помешать безрассудной политике Австрии». Германский канцлер Бетман-Гольвег переслал копию телеграммы Лихновского о разговоре с Греем в Вену, сопроводив её просьбой к австрийскому правительству принять предложение о посредничестве Англии, чтобы избежать обвинений в «разжигании войны».
28 июля Австро-Венгрия объявила Сербии войну. Австро-венгерская тяжёлая артиллерия начала обстрел Белграда, а регулярные войска Австро-Венгрии пересекли сербскую границу. Россия заявила, что не допустит оккупации Сербии. Во французской армии были прекращены отпуска.
28 июля Вильгельм II, ознакомившись с ответом Сербии на австрийский ультиматум, написал германскому статс-секретарю иностранных дел Готлибу Ягову: «Я убеждён, что в общем желание Дунайской монархии удовлетворено. Небольшие оговорки, которые делает Сербия, можно уладить мирными переговорами. Ответ заявляет о капитуляции на самых унизительных условиях, и в результате отпадает всякое основание для войны». По указанию Вильгельма германское правительство обратилось к Австро-Венгрии с предложением ограничиться занятием Белграда в качестве «залога» и начать переговоры с Сербией.
28 июля состоялись встречи российского министра иностранных дел Сазонова с послами Англии, Франции, Германии и Австро-Венгрии. Перед разговором с Сазоновым английский посол Бьюкенен предупредил французского посла Палеолога, что необходимо «всецело предоставить германскому правительству инициативу нападения и ответственность за него». После встречи Бьюкенен сообщил Грэю, что «Россия настроена весьма серьёзно» и намерена воевать, если Австрия нападёт на Сербию. Сазонов разослал в европейские столицы заявление, что вследствие объявления Австрией войны Сербии его непосредственные переговоры с австрийским послом «нецелесообразны».
В ночь с 28 на 29 июля по приказу адмиралтейства британский флот направился из Портленда на боевую базу в Скапа-Флоу.
29 июля Грей заявил немецкому послу, что британское правительство «может оставаться в стороне до тех пор, пока конфликт ограничивается Австрией и Россией, но если в него втянутся Германия и Франция, … будет вынуждено принять срочные решения». При этом, однако, Грей одобрил идею об оккупации австрийцами Белграда «и других пунктов» до окончания переговоров. В Германии заявление Грея было воспринято как декларация военной поддержки Англией России и Франции. В то же время в Берлине стало известно, что Италия и Румыния не будут воевать на стороне Центральных держав.
В тот же день германский канцлер Бетман-Гольвег, обсуждая с английским послом Гошеном вопрос о возможности войны с Францией и вторжения германских войск через Бельгию, обещал — в случае, если Англия согласится соблюдать нейтралитет — гарантировать неприкосновенность французской и бельгийской территорий после войны, однако отказался распространить эту гарантию на французские колонии. Грей (30 июля) отверг предложение Бетмана-Гольвега как «неприемлемое» и «бесчестное».
29 июля канцлер Бетман-Гольвег через немецкого посла в Петербурге сообщил Сазонову, что продолжение Россией мобилизационных мероприятий повлечёт мобилизацию в Германии «и в таком случае вряд ли удастся предупредить европейскую войну».
29 июля в России была объявлена мобилизация пограничных с Австро-Венгрией военных округов. Утром того же дня Николай II подписал приказ об общей мобилизации, но под влиянием телеграмм Вильгельма II временно не стал вводить его в действие.
29 июля вечером Николай II отправил Вильгельму II телеграмму с предложением «передать австро-сербский вопрос на Гаагскую конференцию» (в международный третейский суд в Гааге). 30 июля Вильгельм в ответе на эту телеграмму — в связи с тем, что в России была объявлена мобилизация против Австрии — возложил ответственность за принятие окончательного решения в пользу мира или войны на русского императора. В ночь с 29 на 30 июля в Берлин поступила телеграмма российского императора, в которой он упоминал о «военных приготовлениях», предпринимаемых в России с 25 июля, и частичной мобилизации. Вильгельм написал на полях этой телеграммы: «Царь … уже 5 дней назад предпринял военные меры, которые „сейчас вступили в силу“, против Австрии и против нас. … Я больше не могу заниматься посредничеством, потому что царь, который призывал к нему, тайно проводит мобилизацию за моей спиной». 30 июля канцлер Бетман-Гольвег телеграфировал послу в Петербурге: «… Мысль о Гаагской конференции в данном случае, разумеется, исключена».
29-31 июля Германское правительство ещё несколько раз обратилось к Австро-Венгрии с просьбой принять посредничество, предложенное Греем . В то же время начальник германского Генерального штаба Мольтке, обеспокоенный сведениями о русской мобилизации, в частном порядке советовал австрийскому военному атташе отклонить предложения о переговорах и настаивал на проведении в Германии и Австро-Венгрии общей мобилизации. Австрийское правительство отклонило немецкие предложения о посредничестве под предлогом того, что война Сербии уже объявлена.
29 июля в германской армии были отменены отпуска.
30 июля началась частичная мобилизация во Франции. В России была объявлена всеобщая мобилизация, первым днём общей мобилизации было назначено 31 июля.
30 июля английский король Георг V написал в Берлин: «Моё правительство делает всё возможное, чтобы предложить России и Франции приостановить дальнейшие военные приготовления, если Австрия согласится удовлетвориться оккупацией Белграда и соседней Сербской территории в качестве залога для удовлетворения своих требований, другие страны тем временем приостановят свои военные приготовления. Надеюсь, Вильгельм использует своё огромное влияние, чтобы убедить Австрию принять это предложение, тем самым доказав, что Германия и Англия работают вместе, чтобы предотвратить международную катастрофу».
31 июля в Германии было объявлено «положение, угрожающее войной». Германия предъявила России ультиматум: прекратить мобилизацию или Германия объявит войну России. Австро-Венгрия объявила о всеобщей мобилизации. В тот же день Грей спросил у Германии и Франции, намерены ли они уважать нейтралитет Бельгии. Французский посол Камбон дал утвердительный ответ, а немецкий посол Лихновский спросил Грея, обязуется ли Англия соблюдать нейтралитет в случае, если германские войска не войдут в Бельгию. Грей (1 августа) отказался дать такое обязательство.
1 августа в 10 ч. 45 мин. была отправлена последняя телеграмма Вильгельма II Николаю II (доставлена в Петергоф в 1 час 55 мин. 2 августа). Франция и Германия объявили о всеобщей мобилизации. Германия стягивает войска к бельгийской и французской границам. В 18 ч. 00 мин., после отказа российского правительства прекратить мобилизацию, Германия объявила войну России.
В тот же день Грей заявил немецкому послу в Лондоне, что, в случае войны между Германией и Россией, Англия могла бы остаться нейтральной при условии, что Франция не будет атакована. Германия согласилась принять эти условия, но вечером 1 августа Георг V написал Вильгельму II, что предложения Грея были «недоразумением». Тремя днями ранее, когда кайзер 28 июля обещал Англии не захватывать французские территории в случае её нейтралитета, Грей 30 июля отверг это «позорное предложение» в Палате общин.
3 августа Германия объявила войну Франции.
4 августа Англия предъявила Германии ультиматум, требуя безоговорочного соблюдения нейтралитета Бельгии, после истечения срока которого — в 23 ч. 00 мин. — объявила войну Германии.

## Состояние вооружённых сил к началу войны
|                                     | Тройственный союз | Тройственный союз | Тройственный союз | Антанта   | Антанта   | Антанта   | Антанта    |
| Германия                            | Австро- Венгрия   | Итого             | Велико- британия  | Франция   | Россия    | Итого     |            |
| ----------------------------------- | ----------------- | ----------------- | ----------------- | --------- | --------- | --------- | ---------- |
| Численность армии после мобилизации | 3 822 000         | 2 300 000         | 6 122 000         | 1 000 000 | 3 781 000 | 5 338 000 | 10 119 000 |
| Лёгких орудий                       | 4840              | 3104              | 7944              | 1226      | 3360      | 6848      | 11 434     |
| Тяжёлых орудий                      | 1688              | 168               | 1856              | 126       | 84        | 240       | 450        |
| Самолётов                           | 232               | 65                | 297               | 90        | 156       | 263       | 509        |

Стрелковое оружие
Главным средством поражения врага в начале XX века считалась винтовка: в англо-бурской, русско-японской и балканских войнах ружейный огонь причинял от 70 до 85 % потерь на поле боя. На вооружении армий состояли винтовки калибра 6,5—8 мм с прицелом, размеченным для стрельбы на дальность до 2000—2400 м и магазином на 3 (винтовка Бертье), 5 (винтовка Мосина) или 10 (Ли-Энфилд) патронов.
Пулемётные команды пехотных полков были вооружены 6—8 станковыми пулемётами из расчёта 2 пулемёта на батальон. Так, по штату от 6 мая 1910 года русский пехотный полк 4-батальонного (16-ротного) состава имел пулемётную команду на 8 станковых пулемётов Максима; в германской и во французской армиях полки 3-батальонного (12-ротного) состава имели по 6 пулемётов.
Основным средством ведения ближнего боя были револьверы. В меньшем количестве имелись также самозарядные пистолеты с однорядным магазином малой ёмкости, появившиеся после изобретения бездымного пороха.
Сухопутные войска
Во Франции по закону от 7 августа 1913 года срок службы был увеличен с 2 до 3 лет, а призывной возраст снижен с 21 года до 20 лет. Благодаря этому накануне войны Франция располагала крупнейшей в Европе армией (882 907 человек включая колониальные войска), опередив Германию (808 280 человек) на 10 %.
Флот
С 1897 года под руководством морского министра Тирпица Германия настойчиво наращивала военно-морской флот, и к началу войны он вышел на второе место в мире, составляя по тоннажу 40 % от английского.
К началу войны на немецких верфях (в том числе Blohm & Voss) оставались недостроенными 6 эсминцев для флота России по проекту впоследствии прославившегося «Новика». Последний был построен на Путиловском заводе в Петрограде и там оснащён оружием производства Обуховского завода.
Авиация
Общие финансовые затраты на военную авиацию в 1913 году составили:
- в Германии — 150 тыс. руб. (322 тыс. марок[128])
- во Франции — 2,26 млн руб. (6 млн франков[128])
- в России — около 1 млн руб.

Большое значение авиации придавалось во Франции, где планами предусматривались регулярные авианалёты на территорию Эльзаса-Лотарингии, Рейнланда и Баварского Пфальца.
В России к началу войны было выпущено 4 четырёхмоторных самолёта «Илья Муромец» (один из них — гидроплан), ставших первыми стратегическими бомбардировщиками. Первый боевой вылет они совершили 14 (27) февраля 1915.
Авиапарк Германии был многочисленным, но устаревшим. Основным самолётом германских ВВС был самолёт-моноплан типа «Таубе». При мобилизации также было реквизировано значительное количество гражданских и почтовых самолётов. В отдельный род войск авиация была выделена в 1916 году; до этого она была придана транспортным войскам. К началу войны было построено 25 цеппелинов, из них 17 вошли в состав ВВС и ВМФ. В 1913 году был принят на вооружение жёсткий дирижабль «Шютте-Ланц». В военных целях также применялись поначалу полужёсткие, а затем мягкие дирижабли «Парсеваль».
Артиллерия
С 1865 года ГАУ и Обуховский завод сотрудничали с фирмой «Крупп». Как и другие германские фирмы, Крупп посылал свои новейшие вооружения на испытания в Россию. Такого рода контакты продолжались до самого начала войны даже несмотря на русско-французский союз. Впрочем, при Николае II предпочтение стали отдавать французским орудиям. Таким образом, артиллерия, с которой Россия вступила в войну, учитывала опыт двух ведущих мировых производителей этого оружия. По малым и средним калибрам было достигнуто соотношение 1 орудие на 786 солдат в России против 1 орудия на 476 солдат в Германии. По тяжёлой артиллерии отставание было более существенным: 1 орудие на 22 241 солдат в России против 1 орудия на 2798 солдат в Германии. Наконец, к 1914 году на вооружение германской армии уже поступили миномёты, которых в русской армии ещё не было вообще.

## Кампания 1914 года
| Дата       | Кто объявил      | Кому объявил      |
| ---------- | ---------------- | ----------------- |
| 28 июля    | Австро-Венгрия   | Сербия            |
| 1 августа  | Германия         | Россия            |
| 3 августа  | Германия         | Франция           |
| 4 августа  | Германия         | Бельгия           |
| 4 августа  | Британия         | Германия          |
| 5 августа  | Черногория       | Австро-Венгрия    |
| 6 августа  | Австро-Венгрия   | Россия            |
| 6 августа  | Сербия           | Германия          |
| 9 августа  | Черногория       | Германия          |
| 11 августа | Франция          | Австро-Венгрия    |
| 12 августа | Британия         | Австро-Венгрия    |
| 22 августа | Австро-Венгрия   | Бельгия           |
| 23 августа | Япония           | Германия          |
| 25 августа | Япония           | Австро-Венгрия    |
| 1 ноября   | Россия           | Османская империя |
| 2 ноября   | Сербия           | Османская империя |
| 3 ноября   | Черногория       | Османская империя |
| 5 ноября   | Британия Франция | Османская империя |

Стратегические планы сторон к началу войны
План Шлиффена (1905) предусматривал молниеносный разгром Франции, прежде чем Россия успеет мобилизовать и выдвинуть к границам свою армию. С целью обхода основных французских сил нападение предусматривалось через территорию Бельгии, а взять Париж предполагалось за 39 дней. В двух словах суть плана изложил Вильгельм II: «Обед у нас будет в Париже, а ужин — в Санкт-Петербурге». После ухода Шлиффена в отставку в 1906 план был модифицирован под руководством начальника немецкого генштаба генерала Мольтке-младшего: значительную часть войск всё же предполагалось оставить на Восточном фронте, нападая через Бельгию, но не затрагивая нейтральную Голландию.
Идущие уже более 100 лет дискуссии вокруг альтернатив стратегии Германии в Первой мировой войне («План Шлиффена», его доработка Мольтке-младшим и т. п.), начало которым положили только что проигравшие эту войну отставные немецкие генералы, не могут отменить свершившегося факта: Германии действительно пришлось воевать на два фронта. Какими бы ни были довоенные штабные разработки, война с первых дней стала разворачиваться на двух основных театрах военных действий — французском и русском. Распространяя затем географический охват своих операций на Балканы, Кавказ и далее, в 1914 году все участники войны собирались закончить её за несколько месяцев путём решительного наступления, и никто не ожидал, что война примет затяжной характер.
Военная доктрина Франции (План XVII) предписывала начинать войну с освобождения Эльзаса и Лотарингии, отторгнутых в 1871 году после поражения во франко-прусской войне. По предположениям французов, местом сосредоточения основных сил германской армии должен был быть Эльзас.
1 августа Германия объявила войну России, в тот же день германские войска вторглись в Люксембург и 2 августа окончательно его оккупировали.
2 августа Бельгии был выдвинут ультиматум о пропуске германских армий к границе с Францией. На размышления давалось всего 12 часов.
3 августа Германия объявила войну Франции, обвинив её в «организованных нападениях и воздушных бомбардировках Германии» и «в нарушении бельгийского нейтралитета». Бельгия на ультиматум Германии ответила отказом.
4 августа германские войска вторглись в Бельгию. Король Бельгии Альберт I обратился за помощью к странам — гарантам бельгийского нейтралитета. Лондон направил в Берлин ультиматум: прекратить вторжение в Бельгию или Англия объявит войну Германии. По истечении срока ультиматума Великобритания объявила войну Германии и направила войска на помощь Франции.

### Западный фронт
Именно так немецкий рейхсканцлер Теобальд Бетман-Гольвег в беседе с английским послом Эдуардом Гошеном назвал международный договор, гарантировавший нейтралитет Бельгии. Английский посол на это ответил: «На этой бумаге стоит подпись Англии».
Вторжение германской армии в Бельгию. Утром 4 августа Германия без объявления войны перешла границу Бельгии. Как позже пояснял начальник Генерального штаба Германии фон Мольтке-младший, объявление войны было «нежелательно» ввиду надежды, что руководству Бельгии «станет ясной суть происходящих событий». Обладая 10-кратным превосходством, немецкие войска взломали оборону и двинулись вглубь страны, по возможности обходя либо блокируя хорошо укреплённые бельгийские крепости. Крепость Льеж пала 16 августа, а уже 20 августа немцы взяли Брюссель, в тот же день войдя в соприкосновение с англо-французскими силами. Позже, 25 августа, пал осаждённый Намюр. Правительство Бельгии бежало во французский Гавр. Король Альберт I с последними сохраняющими боеспособность частями продолжал оборонять национальный опорный пункт — Антверпен, но и он пал 9 октября.
Несмотря на фактор внезапности, вторжение немцев в Бельгию не застало Францию врасплох, и французские войска оказались переброшены в направлении прорыва быстрее, нежели предполагалось по плану Шлиффена.
Действия в Эльзасе и Лотарингии. 7 августа Франция вторглась на территорию Германии в Эльзасе, где в ходе Лотарингской операции ей удалось захватить Саарбрюккен и взять с боем Мюльхаузен. Не сумев оказать сопротивление контрударам Германии в Эльзасе и Лотарингии, к концу августа французская армия отошла на прежние позиции и даже оставила противнику небольшую часть своей территории.
Пограничное сражение 21—25 августа началось после того, как 20 августа англо-французские и немецкие войска вошли в соприкосновение в районе франко-бельгийской границы. Не ожидая до начала войны, что главный удар Германия нанесёт через Бельгию, Франция сосредоточила основные силы на границе с Эльзасом, откуда с началом немецкого наступления пришлось срочно перебрасывать армейские части в направлении немецкого прорыва. К моменту соприкосновения с противником войска союзников оставались рассредоточены, и поэтому французам и англичанам пришлось принять бой тремя отдельными, не связанными между собой группировками. Британский экспедиционный корпус (BEF) располагался в Бельгии, у Монса; юго-восточнее, у Шарлеруа, стояла 5-я французская армия. В Арденнах, приблизительно по границе Франции с Бельгией и Люксембургом, размещались 3-я и 4-я французские армии. Все три группировки англо-французских войск в Пограничном сражении потерпели тяжёлое поражение (см. Битва при Монсе, Битва при Шарлеруа, Арденнская операция (1914)), потеряв около 250 тысяч человек. Немцы с севера широким фронтом вторглись во Францию, нанося главный удар западнее, в обход Парижа, беря таким образом французскую армию в гигантские клещи.
Германские армии стремительно шли вперёд. Английские части отступали к побережью. Французское командование, уже не рассчитывая удержать Париж, готовило сдачу столицы и отвод всех войск за Сену. 2 сентября правительство Франции бежало в Бордо. Оборону города возглавил генерал Галлиени. Неудачные августовские действия французской армии заставили командующего ею генерала Жоффра немедленно заменить большое количество (до 30 % от общего числа) плохо проявивших себя генералов. Впоследствии обновление и омоложение французского генералитета оценивалось крайне положительно.
Битва на Марне («Чудо на Марне»). Для завершения операции по обходу Парижа и окружению французской армии у германской армии не хватило сил. Войска, пройдя с боями сотни километров, вымотались, коммуникации растянулись, нечем было прикрывать фланги и возникающие бреши, резервов не было, маневрировать приходилось одними и теми же частями, изматывая их, поэтому Ставка согласилась с предложением командующего: совершавшей обходной манёвр 1-й армии фон Клюка сократить фронт наступления и не совершать глубокий охват французской армии в обход Парижа, а повернуть на восток севернее французской столицы и ударить в тыл основным силам французской армии.
Поворачивая на восток севернее Парижа, немцы подставляли свои правый фланг и тыл под удар французской группировки, сосредоточенной для обороны Парижа. Прикрыть правый фланг и тыл было нечем: два корпуса и конная дивизия, изначально предназначавшиеся для усиления наступающей группировки, были отправлены в Восточную Пруссию на помощь терпящей поражение 8-й германской армии. Тем не менее германское командование пошло на роковой для себя манёвр: повернуло войска на восток, не доходя до Парижа, надеясь на пассивность противника. Французское командование не преминуло воспользоваться представившейся возможностью и ударило в неприкрытые фланг и тыл германской армии. Началась Первая битва на Марне, в которой союзникам удалось переломить ход боевых действий в свою пользу и отбросить немецкие войска на фронте от Вердена до Амьена на 50—100 километров назад. Битва на Марне была интенсивной, но непродолжительной — основное сражение началось 5 сентября, 9 сентября поражение германской армии стало очевидным, к 12—13 сентября был закончен отход германской армии к рубежу по рекам Эна и Вель. Приказ об отходе был встречен с непониманием.
Битва на Марне имела большое моральное значение для всех сторон. Для французов она стала первой победой над германцами, преодолением позора поражения во франко-прусской войне. После битвы на Марне капитулянтские настроения во Франции заметно пошли на спад. Англичане осознали недостаточную боевую мощь своих войск и в дальнейшем взяли курс на увеличение своих вооружённых сил в Европе и усиление их боевой подготовки. Германские планы быстрого разгрома Франции потерпели крах; возглавлявший Полевой генеральный штаб Мольтке был заменён Фалькенгайном. Жоффр, напротив, приобрёл во Франции огромный авторитет. Битва на Марне стала поворотным моментом войны на французском театре военных действий, после которого прекратилось непрерывное отступление англо-французских войск, фронт стабилизировался, а силы противников — приблизительно сравнялись.
«Бег к морю». Сражения во Фландрии. Битва на Марне перешла в так называемый «Бег к морю» — двигаясь, обе армии пытались окружить друг друга с фланга, что привело лишь к тому, что линия фронта сомкнулась, упёршись в берег Северного моря. Действия армий в этой плоской, населённой, насыщенной шоссейными и железными дорогами местности отличались чрезвычайной мобильностью; как только одни столкновения оканчивались стабилизацией фронта, обе стороны быстро перемещали свои войска на север, в сторону моря, и сражение возобновлялось на следующем этапе. На первом этапе (вторая половина сентября) бои шли по рубежам рек Уаза и Сомма, затем, на втором этапе (29 сентября — 9 октября), бои шли вдоль реки Скарпы (сражение при Аррасе); на третьем этапе произошли сражения у Лилля (10—15 октября), на реке Изер (18—20 октября), у Ипра (30 октября — 15 ноября). 9 октября пал последний очаг сопротивления бельгийской армии — Антверпен, потрёпанные бельгийские части присоединились к англо-французским, заняв на фронте крайнюю северную позицию.
К 15 ноября всё пространство между Парижем и Северным морем было плотно заполнено войсками обеих сторон. Обе стороны, исчерпав силы, перешли к позиционной борьбе, и фронт стабилизировался. Важным успехом для Германии стало обладание портом Антверпена и бельгийским побережьем, где уже с марта 1915 года начал функционировать опорный пункт для подводных лодок в Зеебрюгге. Со своей стороны, важным успехом Антанты можно считать то, что на континенте ей удалось удержать Кале и другие порты, наиболее удобные для морского сообщения с Англией.
Позиции сторон к концу 1914 года. К концу 1914 года Бельгия была почти полностью завоёвана Германией.
Фронт начинался на побережье у Остенде и шёл прямо на юг к Ипру. Таким образом, за Антантой осталась только небольшая западная часть Фландрии с городом Ипр. Лилль был отдан германцам. Затем фронт шёл через Аррас на Нуайон (за германцами), поворачивал на Восток к Лану (за французами), затем на юг к Суассону (за французами). Здесь фронт ближе всего подходил к Парижу (около 70 км) и отсюда через Реймс (за французами) шёл в направлении на Восток и переходил в Верденский укреплённый район. Потерянная французами территория имела форму веретена протяжённостью вдоль фронта 380—400 км, глубиной в самом широком месте 100—130 км от довоенной границы Франции в сторону Парижа. В районе Нанси заканчивалась зона активных боевых действий 1914 года, фронт далее в целом шёл по границе Франции и Германии. Нейтральные Швейцария и Италия в войне не участвовали.
Итоги кампании 1914 года на французском театре военных действий. Кампания 1914 года отличалась чрезвычайной динамичностью. Крупные армии обеих сторон активно и быстро маневрировали, чему способствовала насыщенная дорожная сеть района боевых действий. Расположение войск не всегда образовывало сплошной фронт, войска не возводили долговременных оборонительных линий. К ноябрю 1914 года начала складываться стабильная линия фронта. Обе стороны, исчерпав наступательный потенциал, приступили к постройке траншей и проволочных заграждений, рассчитанных на долговременное использование. Война перешла в позиционную фазу. Так как протяжённость всего Западного фронта (от Северного моря до Швейцарии) составляла немногим более 700 километров, плотность расположения войск на нём была существенно выше, чем на Восточном фронте. Особенностью кампании было то, что интенсивные военные действия велись только на северной половине фронта (севернее Верденского укреплённого района), где обе стороны сконцентрировали основные силы. Фронт от Вердена и южнее рассматривался обеими сторонами как второстепенный. Потерянная французами зона (центром которой являлась Пикардия) была плотно заселённой и значимой как в сельскохозяйственном, так и в индустриальном отношении.
11 ноября в битве под Лангемарком немцы провели атаку, поразившую мировую общественность своей бессмысленностью и пренебрежением к человеческой жизни, бросив на английские пулемёты подразделения, набранные из необстрелянных молодых людей — студентов и рабочих. Затем подобное неоднократно стали повторять военачальники с обеих сторон, а солдаты на этой войне стали рассматриваться как «пушечное мясо».
К началу 1915 года война приняла характер, не предусматривавшийся довоенными планами ни одной из сторон: она стала затяжной. Хотя германцам удалось захватить почти всю Бельгию и значительную часть Франции, их главная цель — стремительная победа над французами — оказалась недостижимой. И Антанта, и Центральные державы встали перед необходимостью вести войну нового типа — изматывающую, долгую, требующую тотальной мобилизации населения и экономики. Накопленных в предвоенные годы запасов боеприпасов как раз хватило только до конца 1914 года, и требовалось срочно наладить их массовое производство. Сражения 1914 года доказали силу тяжёлой артиллерии, роль которой до войны во всех армиях, кроме германской, недооценивалась. В связи с переходом к позиционной войне резко возросла роль инженерно-сапёрных войск. При этом война показала уязвимость крепостей, выявив, что они способны к обороне только при поддержке полевых армий.

### Восточный фронт
На Восточном фронте боевые действия начались 2 (15) августа, когда немецкие войска заняли Калиш.
3 (15) августа была захвачена Ченстохова.
Восточно-Прусская операция. 4 (17) августа русская армия перешла границу, начав наступление на Восточную Пруссию. 1-я армия двигалась на Кёнигсберг с востока от Мазурских озёр, 2-я армия — с запада от них. Первую неделю действия русских армий были успешными: Гумбинен-Гольдапское сражение 7 (20) августа закончилось в пользу русской армии, немецкие войска начали отходить вглубь страны, а русские войска стали развивать наступление на перехват отходящих немецких войск. На исход сражения благоприятно повлияло наличие боевого опыта русско-японской войны 1904—1905 годов, русские войска эффективно применяли свою полевую артиллерию, широко использовали стрельбу с закрытых позиций и наносили немецким войскам тяжёлые потери. После проигрыша сражения командующий немецкой 8-й армией Притвиц предложил оставить Восточную Пруссию и стабилизировать фронт по линии реки Висла. Однако это предложение было категорически отвергнуто, и он был смещён с назначением нового командующего Гинденбурга. Было принято решение Восточную Пруссию не сдавать и перебросить туда подкрепления, сняв их с Западного фронта, где продолжалось успешное немецкое наступление на Париж. Германское командование спланировало, оставив 2,5 дивизии против 1-й русской армии Ренненкампфа, быстро, по рокадной железной дороге через Кёнигсберг, перебросить главные силы 8-й армии против 2-й русской армии Самсонова и разгромить её до того, как она соединится с частями 1-й армии.
Командование Северо-Западным фронтом, обнаружив перед фронтом 1-й армии быстрое отступление немецких войск, решило, что немцы отходят за Вислу, сочло операцию выполненной и изменило для неё первоначальные задачи. Основные силы 1-й армии Ренненкампфа были направлены не навстречу 2-й армии Самсонова, а на отсечение Кёнигсберга, где, по предположению комфронта, укрылась часть 8-й армии, и на преследование «отступавших к Висле» немцев. Главком 2-й армии Самсонов, в свою очередь, решил перехватить «отступавших к Висле» немцев и настоял перед командованием фронта на перенесении главного удара своей армии с северного направления на северо-западное, что привело к тому, что русские армии стали наступать по расходящимся направлениям и между ними образовалась огромная брешь в 125 км. Это позволило немецким войскам выйти из-под удара, перегруппироваться и контратаковать, что послужило одной из главных причин последующего поражения 2-й армии в битве при Танненберге. 26-30 августа (13-17 сентября) 2-я армия генерала Самсонова потерпела серьёзное поражение, два корпуса из шести входивших в её состав были окружены и взяты в плен. Сам командующий Самсонов, осознавая вину за поражение, застрелился. После этого русская 1-я армия, находясь под угрозой окружения превосходящими германскими силами, вынуждена была с боями отойти на исходную позицию; отход был закончен 3 (16) сентября. Командующий фронтом Жилинский был снят с должности. Действия командовавшего 1-й армией генерала Ренненкампфа были сочтены неудачными, что стало первым эпизодом характерного в дальнейшем недоверия к военачальникам с немецкими фамилиями. В немецкой традиции события мифологизировались и считались величайшей победой германского оружия, на месте боёв был построен огромный Танненбергский мемориал, в котором впоследствии был похоронен фельдмаршал Гинденбург.
6 августа Австро-Венгрия объявила войну России.
Галицийская битва (5 (18) августа — 13 (26) сентября) началась наступлением пяти армий Юго-Западного фронта под командованием генерала Иванова в общем направлении на Львов. Русским войскам противостояли четыре австро-венгерские армии под командованием эрцгерцога Фридриха. Боевые действия этих армий, происходившие на протяжённом (450—500 км) фронте, разделились на многочисленные независимые операции, сопровождаемые как наступлениями, так и отступлениями обеих сторон.
Люблин-Холмская операция на южной части границы с Австрией завершилась отступлением русской армии к 19—20 августа (1—2 сентября) на территорию Царства Польского, к Люблину и Холму. Галич-Львовская операция в центре фронта началась 6 (19) августа быстрым наступлением русских. Оказав ожесточённое сопротивление на рубежах рек Золотая Липа и Гнилая Липа, австро-венгерская армия вынуждена была отступить. 21 августа (3 сентября) русская армия взяла Львов, 22 августа (4 сентября) — Галич. До 31 августа (12 сентября) австро-венгры не прекращали попыток отбить Львов, бои шли на 30—50 км западнее и северо-западнее линии (Городок — Рава-Русская), но окончились полной победой русской армии. С 29 августа (11 сентября) началось общее отступление австрийской армии, более походившее на бегство, так как сопротивление наступающим русским было незначительным. Сохранив высокий темп наступления, русская армия в кратчайший срок захватила огромную, стратегически важную территорию — Восточную Галицию и часть Буковины. К 13 (26) сентября фронт стабилизировался на расстоянии 120—150 км западнее Львова. Сильная австрийская крепость Перемышль оказалась в осаде в тылу у русской армии. Победа вызвала ликование в России. Захват Галиции воспринимался не как оккупация, а как возвращение отторгнутой части исторической Руси, на которой было образовано Галицийское генерал-губернаторство.
Военные действия в Варшавском выступе
Предвоенная граница России с Германией и Австро-Венгрией имела далёкую от сглаженности конфигурацию — в центре границы территория (Варшавский выступ) резко выдавалась на запад. Очевидным образом обе стороны начали войну с попыток сгладить фронт — русские пытались выровнять «вмятины», наступая на севере на Восточную Пруссию, а на юге — на Галицию, в то время как Германия стремилась убрать «выступ», наступая по центру на Варшаву. После того как германская армия отбила русское наступление в Восточной Пруссии, Германия помогла терпящей поражения австрийской армии. Однако наступать на Варшавский выступ с севера, из Восточной Пруссии, немцы сочли слишком рискованным, а потому перебросили свои силы южнее, в Галицию.
15 (28) сентября наступлением германцев началась Варшавско-Ивангородская операция. Наступление шло в северо-восточном направлении, имея целью взять Варшаву и крепость Ивангород. 30 сентября (12 октября) немцы дошли до Варшавы и вышли на рубеж реки Висла. Начались ожесточённые бои, в которых постепенно определилось преимущество русской армии. 7 (20) октября русские войска начали переходить Вислу, а 14 (27) октября германская армия начала общее отступление. К 26 октября (8 ноября) германские войска, не добившись результатов, отошли на первоначальные позиции.
29 октября (11 ноября) немцы с тех же позиций по довоенной границе предприняли повторное наступление в том же северо-восточном направлении (Лодзинская операция). Центром сражения оказался город Лодзь, захваченный и оставленный германцами несколькими неделями ранее. В динамично разворачивающемся сражении немцы вначале окружили Лодзь, затем сами были окружены превосходящими силами русских и отступили. Результаты боёв оказались неопределёнными: русским войскам удалось отстоять и Лодзь, и Варшаву и нанести германским армиям тяжёлое поражение, но в то же время Германии удалось сорвать планировавшееся на середину ноября наступление русских армий вглубь Германии. Фронт после Лодзинской операции стабилизировался.
Итоги кампании 1914 года и позиции сторон
На конец 1914 года линия фронта была несглаженной, а армии сторон заполняли её неравномерно, с большими разрывами. К югу от довоенной границы Восточной Пруссии и России следовал плохо заполненный войсками обеих сторон разрыв, после чего снова начинался устойчивый фронт от Варшавы к Лодзи. Северо-восток и восток Варшавского выступа с Петроковым, Ченстоховой и Калишем были заняты Германией, в районе оставшегося за Австро-Венгрией Кракова фронт пересекал довоенную границу Австро-Венгрии с Россией и переходил на захваченную русскими войсками австрийскую территорию. Большая часть Галиции досталась России, Львов (Лемберг) попал в глубокий (180 км от фронта) тыл. На юге фронт упирался в Карпаты, практически не занятые войсками ни одной из сторон. Находящаяся к востоку от Карпат Буковина с Черновцами перешла к России. Общая длина фронта составила около 1200 км.
Кампания 1914 года сложилась неоднозначно. Все сражения с германской армией закончились в пользу немцев. Особенно болезненным было поражение 2-й русской армии Самсонова в Восточной Пруссии, сопровождавшееся большими потерями. На германской части фронта Россия потеряла незначительную часть территории Варшавского выступа. Вместе с тем, воодушевляло крупное поражение, нанесённое Австро-Венгрии с захватом у неё значительной территории. В результате в русской армии сформировались известные стереотипы: к германцам относились с осторожностью, а австро-венгров считали более слабым противником; считалось, что австро-венгерские солдаты склонны к сдаче в плен, а германские — нет. Маршал Василевский вспоминал: «В начале каждой артиллерийской перестрелки мы поглядывали на цвет разрыва и, увидев знакомую розовую дымку, которую давали австрийские снаряды, облегчённо вздыхали».
Благодаря русскому наступлению на Восточную Пруссию Франция выстояла в самый тяжёлый момент боёв, и Антанте удалось навязать Германии войну на два фронта, сорвав План Шлиффена. К концу года в русской армии стал проявляться недостаток снарядов. Фронты стабилизировались, и война перешла в позиционную фазу.

### Другие театры военных действий
Балканский театр военных действий
Как и Германия, Австро-Венгрия была поставлена перед необходимостью вести войну на два фронта. Из-за этого в начавшееся 12 августа наступление на Сербию были брошены относительно небольшие силы — 200 тыс. солдат. Сражение при Цере (16—19 августа), на которое командующий 6-й австро-венгерской армией Оскар Потиорек направил 140 тыс. в расчёте на худшую вооружённость 180-тысячной армии Радомира Путника, было им проиграно с потерями 18 500 человек против 4785 у сербов.
Обрадовавшись победе союзника, великий князь Николай Николаевич стал активно требовать от сербов новое наступление. И хотя из-за недостатка средств и вооружений воевода Путник возражал, премьер-министр Сербии Никола Пашич не мог отказать русской стороне, и приказал Путнику наступать. 6 сентября началось две операции: сербы атаковали в Среме, а австро-венгры — на Дрине. Материально необеспеченное
наступление в Среме сербам пришлось прекратить 13 сентября (потери 7 тыс. против 2 тыс. у австро-венгров). Это позволило Путнику сконцентрировать силы и удерживать рубеж на реке Дрине до 4 октября, после чего организованно отступить.
6 ноября Потиорек начал третье наступление на Сербию. 8 ноября войска были вновь у горы Цер. Сербская армия отступала, и 16 ноября началась Колубарская битва. 30 ноября сербы оставили Белград. Решение Потиорека не останавливаться на достигнутом и смять 2-ю сербскую армию было ошибочным. Не дав войскам передышки и окончательно истощив физические силы солдат, он оголил фланг, в то время как Путник дал армии отдохнуть. Эффектным контрнаступлением 15 декабря Путник освободил столицу. Австро-венгерские войска отступили. 27 декабря 1914 года Потиорек был уволен в отставку. Ценой колоссальных потерь (170 тыс. человек, в том числе 120 тыс. при Колубаре) Сербия получила 10-месячную передышку.
Африканский театр военных действий
Одной из главных задач в войне страны Антанты ставили захват африканских колоний Германии — Того, Камеруна, Восточной Африки и Юго-Западной Африки.
Маленькая колония Того была завоёвана британскими и французскими войсками уже в августе 1914 года. Вторжение войск Южно-Африканского союза в Юго-Западную Африку задержалось из-за восстания буров, окончательно подавленного лишь к началу февраля 1915 года; уже в середине февраля южноафриканская армия начала наступление, а в июле 1915 года немецкие войска в Юго-Западной Африке сдались. В 1916 году прекратил сопротивление Камерун, из которого большинство защитников бежали в соседнюю Испанскую Гвинею. 6 ноября того же года были разгромлены силы дарфурского султана Али Динара, в ходе сражения сам султан был смертельно ранен, в результате чего весь Дарфур оказался под контролем Великобритании.
Лишь в Восточной Африке немцам удалось оказать союзникам серьёзное сопротивление. Здесь бои шли в течение всей войны.
Вступление в войну Японии
В августе 1914 года странам Антанты, в первую очередь Великобритании, удалось убедить Японию выступить против Германии. Хотя между Токио и Берлином не существовало острых территориальных противоречий, японские империалистические амбиции видели в германских колониях в Тихом океане привлекательную цель для расширения своего влияния. 15 августа Япония предъявила Германии ультиматум, требуя вывода войск из китайского Циндао, а 23 августа — объявила войну. Осада Циндао (27 августа — 7 ноября) — единственной германской военно-морской базы в Китае — завершилась сдачей германского гарнизона.
Одновременно, в сентябре-октябре, Япония активно приступила к захвату германских островных колоний в Микронезии. 29 сентября был впервые занят атолл Джалуит на Маршалловых островах (окончательно 3 октября). В октябре японские силы последовательно оккупировали Каролинские острова, включая Яп, Палау, Трук, Понпеи, и Марианские острова (например, Сайпан 14 октября).
Параллельно с действиями Японии, другие доминионы Британской империи также включились в раздел германских владений. Австралия и Новая Зеландия заключили с Японией соглашение, по которому линией раздела интересов был принят экватор. В соответствии с этим, в конце августа новозеландские войска захватили Германское Самоа, а в сентябре австралийские силы заняли Германскую Новую Гвинею, включая её ключевой порт Рабаул. Силы Германии в регионе были незначительны и сильно уступали силам Антанты, поэтому боевые действия на тихоокеанском театре не сопровождались крупными потерями.
Участие Японии в войне на стороне Антанты оказалось крайне выгодным для Российской империи, полностью обезопасив её азиатскую часть. Российская империя более не имела нужды тратить значительные ресурсы на содержание армии, флота и укреплений, направленных против потенциальной японской угрозы. Кроме того, Япония постепенно превратилась в важный источник снабжения России стратегическим сырьём и вооружением. Более того, в апреле 1915 года в Россию прибыла группа японских инструкторов-артиллеристов для оказания помощи в установке и обучении русских войск использованию тяжёлых осадных орудий, приобретенных у Японии.
Вступление в войну Османской империи
С началом войны в Турции не было согласия — вступать ли в войну и на чьей стороне. В неофициальном младотурецком триумвирате военный министр Энвер-паша и министр внутренних дел Талаат-паша были сторонниками Тройственного союза, но Джемаль-паша был сторонником Антанты. 2 августа 1914 года был подписан германо-турецкий союзный договор. В стране была объявлена мобилизация, но от декларации о нейтралитете Турция не отказывалась. После того, как 10 августа немецкие крейсеры «Гёбен» и «Бреслау» пришли в Константинополь, а потом были проданы османскому флоту, командовать которым был поставлен германский адмирал Сушон, ситуация изменилась. 9 сентября турецкое правительство объявило всем державам об отмене «режима капитуляций» (льготного правового положения иностранных граждан). Великий визирь и большинство членов турецкого правительства выступали против войны, но Энвер-паша вместе с немецким командованием поставил страну перед свершившимся фактом, начав боевые действия без согласия остальных членов правительства. Странам Антанты был объявлен «джихад» (священная война).
29—30 октября (11—12 ноября) турецкий флот обстрелял Севастополь, Одессу, Феодосию и Новороссийск. 2 (15) ноября Россия объявила Турции войну: на юге страны возник новый Кавказский фронт.
5 и 6 ноября Франция и Великобритания объявляют войну Турции.
Для Центральных держав полезность Турции как союзника уменьшалась отсутствием с ней прямого сообщения ни по Средиземному морю, которое контролировалось Антантой, ни по суше, где между Турцией и Австро-Венгрией располагались ещё не захваченная Сербия и пока ещё нейтральная Румыния.
Россия же потеряла самый удобный путь сообщения со своими союзниками — через Чёрное море и проливы. У России осталось всего два порта, пригодных для перевозки большого количества грузов, — Архангельск и Владивосток; пропускная способность железных дорог, подходивших к этим портам, была невысокой. Вследствие этого были начаты экстренные работы по строительству нового незамерзающего порта на северных морях — Романова-на-Мурмане — с подведением железной дороги.
- «Про трусость турецкую да про удаль молодецкую». Пропагандистский плакат, Россия, ноябрь 1914 года
- Позиции русской армии под Сарыкамышем. 1914 г.
- Османские войска, Месопотамская кампания

## Кампания 1915 года

### Эвакуация промышленности в России
Масштабное наступление германской армии на Восточном фронте в 1915 году поставило под угрозу захвата развитые промышленные районы империи: Польшу, Беларусь, Прибалтику. Это заставило правительство и военное командование реализовать на практике обсуждавшиеся ранее теоретически планы эвакуации промышленных объектов из угрожаемых районов в тыл, дабы восстановить их работу на новых местах дислокации. Об этом прямо заявляли и промышленники. В июне 1915 года члены военно-технического комитета при Всероссийском городском союзе направили письмо министру торговли и промышленности В. Н. Шаховскому: «Совершенно недопустимым является дальнейшее сохранение в таких местностях, как Рига, Варшава и т. п., крупных предприятий обрабатывающей промышленности, которые готовят предметы военного снаряжения или так или иначе с этим делом связаны. Необходимо поэтому спешное принятие правительством решительных мер к переносу таких предприятий в более благоприятную обстановку глубокого тыла».
При угрозе захвата Варшавы 4 (17) июля генерал-губернатор князь П. Н. Енгалычев приказал инспектору артиллерии генерал-майору Н. В. Шульге в трёхдневный срок вывезти из города заводы, имеющие оборонное значение. На эвакуацию было выделено из казны 50 млн рублей, однако эти меры оказались запоздалыми: удалось вывезти только 85 предприятий, в том числе 6 мелких торговых фирм.
25 июля (7 августа) 1915 года был принят приказ по Двинскому военному округу о предоставлении заводам, изготавливающим предметы, необходимые для «государственных надобностей», права на вывоз из городов Двинска и Вильно во «внутреннюю Россию» заводского оборудования и материалов. За эвакуацию отвечал Штаб округа.
В Риге эвакуации подлежало около 500 заводов. Координацию работ поручили в июле 1915 года начальнику Сестрорецкого оружейного завода генерал-майору А. П. Залюбовскому. Командующий 5-й армией П. А. Плеве предоставил ему неограниченные полномочия. До 1 сентября 1915 года из Риги было эвакуировано 172 предприятия: в Москву, Петроград, Нижний Новгород, а также в южные губернии — в Екатеринослав, Харьков, Донбасс, в которые в основном переехали заводы металлообрабатывающего профиля.
Из прочих регионов из-за неудовлетворительной организации действий удалось эвакуировать лишь отдельные предприятия, а часть эвакуированных так и не возобновила производство.
| Дата       | Кто объявил         | Кому объявил      |
| ---------- | ------------------- | ----------------- |
| 23 мая     | Италия              | Австро-Венгрия    |
| 3 июня     | Сан-Марино          | Австро-Венгрия    |
| 21 августа | Италия              | Османская империя |
| 14 октября | Болгария            | Сербия            |
| 15 октября | Британия Черногория | Болгария          |
| 16 октября | Франция             | Болгария          |
| 19 октября | Италия Россия       | Болгария          |

### Западный фронт
Действия начала 1915 года. Интенсивность действий на Западном фронте с начала 1915 года значительно уменьшилась. Германия сосредоточила свои силы на подготовке операций против России. Французы и англичане также предпочли воспользоваться образовавшейся паузой для накопления сил. Первые четыре месяца года на фронте царило почти полное затишье, боевые действия велись только в Артуа, в районе города Аррас (попытка наступления французов в феврале) и юго-восточнее Вердена, где германские позиции образовывали так называемый Сер-Миельский выступ в сторону Франции (попытка наступления французов в апреле). Англичане в марте предприняли неудачную попытку наступления у деревни Нев-Шапель.
Немцы, в свою очередь, предприняли контрудар на севере фронта, во Фландрии у Ипра, против английских войск (22 апреля — 25 мая; см. Вторая битва при Ипре). При этом Германия, впервые в истории человечества и с полной неожиданностью для противника, применила химическое оружие (из баллонов был выпущен газообразный хлор). От газа пострадало 15 тыс. человек, из которых 5 тыс. погибли. Германцы не имели достаточных резервов, чтобы воспользоваться результатом газовой атаки и прорвать фронт. После ипрской газовой атаки обе стороны очень быстро сумели разработать противогазы различных конструкций, и дальнейшие попытки применения химического оружия уже не захватывали врасплох большие массы войск.
В ходе этих боевых действий, давших самые малозначимые результаты при заметных жертвах, обе стороны убедились в том, что штурм хорошо оборудованных позиций (несколько линий окопов, блиндажи, заграждения из колючей проволоки) бесперспективен без активной артиллерийской подготовки.
Весенняя операция в Артуа. 3 мая Антанта начала новое наступление в Артуа. Наступление велось совместными англо-французскими силами. Французы наступали севернее Арраса, англичане — на смежном участке в районе Нев-Шапель. Наступление было организовано по-новому: огромные силы (30 дивизий пехоты, 9 корпусов кавалерии, более 1700 орудий) были сосредоточены на 30 километрах участка наступления. Наступлению предшествовала шестидневная артиллерийская подготовка (было израсходовано 2,1 млн снарядов), которая, как предполагалось, должна была полностью подавить сопротивление германских войск. Расчёты не оправдались. Огромные потери войск Антанты (130 тыс. человек), понесённые за шесть недель боёв, совершенно не соответствовали достигнутым результатам: к середине июня французы продвинулись на 3—4 км по фронту 7 км, а англичане — менее чем на 1 км по фронту 3 км.
Осенняя операция в Шампани и Артуа. К началу сентября Антанта подготовила новое большое наступление, задачей которого было освобождение севера Франции. Наступление началось 25 сентября и проходило одновременно на двух участках, отстоящих друг от друга на 120 км — на 35 км фронта в Шампани (восточнее Реймса) и на 20 км фронта в Артуа (у Арраса; см. Третья битва при Артуа). Наступающие с двух сторон войска должны были через 80—100 км сомкнуться на границе Франции (у Монса), что привело бы к освобождению Пикардии. По сравнению с весенним наступлением в Артуа масштабы были увеличены: к наступлению было привлечено 67 пехотных и кавалерийских дивизий, до 2600 орудий; во время операции было выпущено свыше 5 млн снарядов. Англо-французские войска применяли новую тактику наступления несколькими «волнами». К моменту наступления германские войска сумели усовершенствовать свои оборонительные позиции: в 5—6 километрах за первой оборонительной линией была устроена вторая оборонительная линия, плохо просматриваемая с позиций противника (каждая из оборонительных линий состояла, в свою очередь, из трёх рядов траншей). Наступление, продолжавшееся до 7 октября, привело к чрезвычайно ограниченным результатам: на обоих участках удалось прорвать только первую линию германской обороны и отбить не более 2—3 км территории. В то же время потери обеих сторон были огромными: англо-французы потеряли убитыми и ранеными 200 тыс. человек, германцы — 140 тыс. человек.
Позиции сторон к концу 1915 года и итоги кампании. Несмотря на все ожесточённые наступления, за весь 1915 год линия фронта практически не изменилась — её подвижки составляли не более 10 км. Обе стороны, положив все силы на укрепление оборонительных позиций, не могли выработать тактики, позволявшей бы прорвать фронт, даже в условиях высокой концентрации сил и многодневной артиллерийской подготовки. Огромные жертвы не дали значимого результата. Вместе с тем улучшение оборонительных линий и тактики обороны позволяло германцам быть уверенными в прочности Западного фронта при постепенном сокращении задействованных на нём войск. Это позволило Германии усилить натиск на Восточном фронте, приложив основную часть усилий германской армии против России.
Действия начала 1915 года показали, что сложившийся тип военных действий создаёт огромную нагрузку на экономики воюющих стран. Новые сражения требовали не только мобилизации миллионов граждан, но и гигантского количества вооружений и боеприпасов. Довоенные запасы оружия и боеприпасов исчерпались, и воюющие страны начали активно перестраивать свои экономики под военные нужды. Война из сражения армий постепенно стала превращаться в сражение экономик. Активизировались разработки новой военной техники, как средства выхода из патовой ситуации на фронте; армии становились всё более и более механизированными. Стала очевидной польза, приносимая авиацией (разведка и корректировка артогня) и автомобилями. Усовершенствовались методы траншейной войны: появились траншейные орудия, лёгкие миномёты, ручные гранаты.
Франция и Россия снова предприняли попытки скоординировать действия своих армий: весеннее наступление в Артуа было призвано отвлечь германцев от активного наступления на русских. 7 июля в Шантильи открылась первая Межсоюзническая конференция, направленная на планирование совместных действий союзников на разных фронтах и организацию различного рода экономической и военной помощи. 23—26 ноября там же состоялась вторая конференция. Было признано необходимым начать подготовку к согласованному наступлению всех союзных армий на трёх главных театрах — французском, русском и итальянском.

### Восточный фронт
Перенося в 1915 году главный удар с Западного фронта на Восточный, Германия ставила целью принудить Россию к сепаратному миру. Для этого германское командование поставило задачу прорвать оборону русской армии последовательными мощными фланговыми ударами из Восточной Пруссии (Августовская операция) и Галиции (Карпатская операция), окружив тем самым «варшавский выступ» и разгромив остающиеся там русские войска.
Удар из Восточной Пруссии наносился в направлении города Августов Сувалкской губернии, давшего имя этой операции в отечественной историографии. 25 января (7 февраля) 1915 года 8-я немецкая армия начала наступление от Мазурских озёр с запада, а на следующий день 10-я немецкая армия нанесла удар с севера в направлениях на Вержболово и Сувалки. Из-за плохой организации разведки командующий 10-й русской армией генерал Ф. В. Сиверс сведений о появлении на его участке 10-й немецкой армии не имел, и фронт оказался прорван.
Замешкавшийся с отходом XX корпус генерала П. И. Булгакова численностью в 40 000 человек был окружён в Августовских лесах двумя немецкими армиями. Несмотря на их трёхкратное превосходство, корпус сдерживал атаки на протяжении 10 дней, что позволило остальной армии организованно отступить на линию Ковно — Осовец. 13 (26) февраля сражение завершилось. Взять всю 10-ю русскую армию в клещи немцам не удалось, однако Россия уступила значительную территорию, включая Сувалки, и понесла несоразмерные потери в живой силе (56 000 против 16 200 у немцев). Общий натиск немцев, не будучи остановлен, переместился на юго-запад, ближе к Варшаве.
Тем временем 7 (20) февраля началась 1-я Праснышская операция, имевшая целью отвлечь силы 1-й русской армии, действия которой могли бы облегчить положение в Августовских лесах, и не допустить сосредоточения 12-й русской армии северо-восточнее Варшавы. Поскольку на этом этапе задача ограничивалась занятием выгодного положения для последующего удара с целью окружения русских войск в Польше, немцы, взяв город Прасныш, через два дня оставили его: окончательно город был ими взят во 2-й Праснышской операции в июле. Даже 6000 пленных и 58 орудий, взятых русскими при отбитии Прасныша, не изменили неблагоприятного соотношения потерь по всей операции: 72 000 у русских против 60 000 у немцев.
Стратегической целью России на Юго-Западном фронте был вывод Австро-Венгрии из войны. Предвидя русское наступление в сторону Венгерской равнины, Германия перебросила в Карпаты 6 дивизий. С 10 января составленная из них Южная армия, вместе с 3-й и 5-й армиями Австро-Венгрии начали 10 января наносить удары на Самбор и Стрый. Начатое почти одновременно встречное наступление 8-й армии генерала А. А. Брусилова, усиленной 22-м корпусом 10-й армии, успеха не имело: наоборот, Брусилову пришлось отвести левый фланг своей армии к Днестру. Зато передача дивизий с правого фланга его армии в состав вновь образованной 9-й русской армии позволила остановить наступление противника на Перемышль, который ещё с сентября 1914 года был блокирован в русском тылу.
9 (22) марта Перемышль пал; в плен сдалось более 120 тыс. человек. Как оказалось, этот последний крупный успех русской армии в 1915 году был тактической уступкой австро-германского командования накануне крупнейшей операции в Буковине. В то время, как в северной части Карпат, ближе к Кракову, фронт за время боёв в феврале и марте практически не сдвинулся, к югу от Карпат русская армия не успела перегруппироваться. В марте русские войска начали новое наступление в направлении Ужгорода против Южной (германской) и 3-й австро-венгерской армий, но за 30 км до цели их остановил вновь сформированный Бескидский германский корпус, и к концу марта большая часть Буковины с Черновцами были для России потеряны. Тяжёлые, но малорезультативные бои в Карпатах продолжались до 20 апреля, после чего ввиду острой нехватки вооружения и боеприпасов («снарядный голод»), русские войска прекратили активные действия. Общий счёт потерь по Карпатской операции — около 1 млн чел. в русских войсках и 800 тыс. чел. у противника. Неплохо начавшаяся для русских армий Карпатская операция завершилась их «Великим отступлением».
Пока русские войска бились в Карпатах при крайнем дефиците вооружения и боеприпасов, австро-германское командование приступило к отвоеванию территорий, занятых Россией в 1914 году в Галиции. Для прорыва Восточного фронта между Вислой и Карпатами в помощь 4-й австро-венгерской армии эрцгерцога Иосифа Фердинанда немцы перебросили с Западного фронта 11-ю армию прославленного генерала Макензена. Местом прорыва был избран район Горлице. В целом имело место относительное равенство численности личного состава и перевес русской армии по лёгким орудиям и пулемётам при фатальном 13-кратном перевесе австро-германского командования по тяжёлым орудиям: 159 против 12.
Сужение полосы прорыва до 35 км позволило повысить расчётную плотность огня. «Снарядный голод» в русской армии был сильнее, затронув также и основной, трёхдюймовый калибр. Недостаток боеприпасов испытывал и противник: на прорыв австро-германским войскам было выделено только 30 000 снарядов. Решающим фактором в условиях обоюдных ограничений по снарядам стала техническая отсталость России по новейшим технологическим средствам. В их числе — корректировка огня с самолётов, и в ещё большей степени средствами полевой телефонии, подразделения которой продвигались вместе с наступавшими.
19 апреля (2 мая) австро-германские войска начали обстрел южного фланга русских армий в районе Горлице. Через три дня, 22 апреля (5 мая) русский фронт в районе Горлице был прорван и началось наступление в общем направлении на Львов. Отход русских армий продолжался полтора месяца, до 9 (22) июня. Австро-Венгрия отвоевала почти все территории, кроме небольшого (до 40 км глубиной) участка вокруг Брод, весь регион Тернополя и небольшую часть Буковины. Недавно взятый Перемышль был оставлен 3 (16) июня, а Львов — 9 [22] июня.
Весь фронт южнее Варшавы сместился в сторону России. В Привислинском крае были оккупированы Радомская и Келецкая губернии, фронт прошёл через Люблин. Перед сдачей Львова отступление приобрело плановый характер, русские войска отходили в относительном порядке, но их отход сопровождался массовыми сдачами в плен. Хоть Горлицкий прорыв и не привёл в конечном счёте к полному падению русского фронта (ценой глубокого отступления он был стабилизирован), крупная военная неудача повлекла за собой нарастающую потерю русской армией боевого духа. Приостановить этот процесс на время впоследствии смог только Брусиловский прорыв.
Добившись успеха в южной части театра военных действий, германское командование продолжило активное наступление в северной его части. На этот раз предполагался прорыв фронта не в одной точке, а сразу по трём направлениям. Два удара были направлены в основание Варшавского выступа: один с севера, со стороны Восточной Пруссии в направлении на юг к реке Нарев между Варшавой и Ломжей, и другой с юга, со стороны Галиции в направлении междуречья Вислы и Буга). Направления обоих ударов сходились на границе Привислинского края, в районе Брест-Литовска. В случае выполнения германского плана русским войскам пришлось бы оставить весь Варшавский выступ, чтобы избежать окружения в районе Варшавы. Третий удар, из Восточной Пруссии по Остзейскому краю в сторону Риги, планировался в основном для сковывания русских резервов, и представлял собой наступление на широком фронте без концентрации на узком участке.
Наступление между Вислой и Бугом началось 13 [26] июня, а 30 июня (13 июля) началась Наревская операция. После ожесточённых боёв русский фронт был прорван в обоих местах, и русская армия начала общий отход из Варшавского выступа. 22 июля (4 августа) были оставлены Варшава и крепость Ивангород, 7 (20) августа пала крепость Новогеоргиевск, 9 (22) августа — крепости Осовец и Ковно, 13 (26) августа русские войска оставили Брест-Литовск, а 19 августа (2 сентября) — Гродно.
Сдача крепости Новогеоргиевск, сопровождавшееся пленением большого количества войск и неповреждённого оружия и имущества без боя, вызвало в российском обществе новую вспышку шпиономании и слухов об измене. Оставленные привислинские губернии давали России около четверти добычи каменного угля. Потеря этих месторождений повлекла за собой топливный кризис, развернувшийся в России с конца 1915 года. Уменьшить его за счёт донбасского и отчасти английского угля удалось только в 1916 году, но в 1917 году многие предприятия и транспорт опять испытывали дефицит топлива.
Фалькенхайн считал русскую операцию законченной, и в действительности цель, поставленная им себе весною, была достигнута даже в большем, чем он предполагал, размере; грозно развивавшиеся события на западе Европы привлекали туда его внимание и силы. Но Гинденбург имел ещё много сохраненных и свободных сил на северо-востоке своего фронта и хотел их использовать для удара на Ригу и по русским тылам в направлении на Вильну — Минск. Для этой цели главное командование усиливало Гинденбурга ещё тремя дивизиями, освобожденными из-под Новогеоргиевска. Здесь операции развивались в двух направлениях: на Ригу — Двинск и на Вильну.
Наступление из Восточной Пруссии (Риго-Шавельская операция) началось 1 (14) июля. За месяц боёв русские войска были оттеснены за Неман, германцы захватили Курляндию с Митавой и важнейшей военно-морской базой Либавой, Ковно, вплотную подошли к Риге. Морское сражение в Рижском заливе 26 июля (8 августа) — 8 [21] августа не принесло немцам желанного результата: к концу августа корабли кайзерлихмарине вернулись на базы, и Балтийский флот продолжил оказывать активную поддержку 12-й русской армии на рижском направлении (Десант у мыса Домеснес).
9 (22) августа германское командование сменило направление главного удара, запланировав нанести его на фронте севернее Вильно, в районе Свенцян, в общем направлении на Минск (см. Виленская операция). 27—28 августа (8—9 сентября) германцы, воспользовавшись неплотностью расположения русских частей, прорвали фронт возле Свенцян. В прорыв были брошены крупные конные подразделения. Однако расширить прорыв немцам не удалось, и вскоре он был ликвидирован, а германская конница попала под контрудар русских армий и была вынуждена отступить.
Летом 1915 года российский Юго-Западный фронт без сильных боёв отступил к границе Восточной Галиции. В результате начатого 21 августа австрийского наступления в Волыни и Восточной Галиции русские войска были выбиты из Владимир-Волынского, Ковеля, Луцка, Бродов, Дубно. Только у Ровно силами 8-й армии Брусилова был нанесён успешный контрудар. К концу сентября — началу октября фронт стабилизировался по рекам Стыр и Серет, и на всей его протяжённости наступило затишье. Наступательный потенциал германских войск был исчерпан, а российская армия начала восстанавливать свои силы и укреплять новые оборонительные рубежи.
14 (27) декабря войска 7-й армии начали наступление на Стрыпе, в районе Тернополя, вызванное необходимостью отвлечь австро-венгерские войска от сербского фронта. Попытка наступления не принесла никаких успехов, и 15 (29) января операция была остановлена.

#### Результаты кампании
К концу 1915 года фронт установился по прямой линии от Балтийского моря до границы с Румынией. Новая конфигурация фронта, не имевшего выступов и плотно заполненного войсками обеих сторон, естественным образом подталкивала к переходу к позиционной войне и оборонительной тактике. На захваченной территории России была создана германская оккупационная администрация.
1915 год для Германии на Восточном фронте показал её преимущества в манёвренной войне, что привело к существенным военным победам и захвату территории противника. Однако, как и в 1914 году, главная цель — полное поражение одного из противников и вывод его из войны — не была достигнута. По итогам отдельно взятых сражений и операций, даже оборонительных, Россия несла бо́льшие потери в живой силе, чем её противники.
За 5 месяцев Великого отступления общие потери русской армии составили 1,5 млн человек, в том числе 0,5 млн убитых либо пропавших без вести, и 1 млн пленных. Со своей стороны, общие потери Германии составили 447 739 человек, в том числе погибших 67 290, а за всю кампанию с начала 1915 года — 95 284. Потери Австро-Венгрии историки исчисляют в 230 800 человек.
Колоссальными были и потери по оружию и боеприпасам. Одной только мощной крепостной артиллерии крупных калибров в результате отступления было потеряно 9300 орудий. За всеми этими утратами последовали перестановки в верхах, сопровождавшиеся эпизодическими судебными процессами. Стала набирать обороты печально известная министерская чехарда, а с ней недоверие к высшим эшелонам власти со стороны общества, сфокусировавшегося на шпиономании и в том числе на «распутинщине», главная вина за которую возлагалась на императрицу.
Новости о настроениях в гражданской жизни тыла быстро достигали фронта, угнетая моральное состояние русских солдат и офицеров. Неожиданным для русского офицерства и генералитета в 1915 году стало отстранение великого князя Николая Николаевича от обязанностей главнокомандующего русской армией. О решении Николая II «устранить Великого князя и лично вступить в командование армией» впервые стало известно 19 августа (1 сентября) 1915 года на заседании правительства. Это вызвало смятение в правительственных и общественных кругах.
Генерал Поливанов на заседании правительства заявил, что «городское управление Первопрестольной столицы на всю Россию заявляет о своём непоколебимом доверии к Великому князю, Верховному главнокомандующему, как вождю наших армий против врага». 2 сентября (20 августа) министры обратились с просьбой к царю не производить смены Верховного главнокомандующего, а 3 сентября (21 августа) в коллективном обращении заявили, что «принятие Вами такого решения грозит, по нашему крайнему разумению, России, Вам и династии Вашей тяжёлыми последствиями».
Николай II доводы подданных посчитал несущественными. Великий князь Николай Николаевич был отправлен подальше от главного театра военных действий, на кавказский фронт, а фактическое руководство военными действиями при этом перешло от Н. Н. Янушкевича к М. В. Алексееву. Оценки этого решения царя, а также личности смещённого им главкома диаметрально противоположны как в глазах современников, так и среди современных историков. Генерал, а впоследствии военный историк Н. Н. Головин подчёркивал выдающееся самообладание и большое искусство великого князя в военном деле, проявленные Николаем Николаевичем при отводе армий с Карпат и из «Польского мешка» на новые оборонительные рубежи. Противоположный взгляд приводил А. И. Спиридович, закончивший войну начальником императорской дворцовой охраны. Описывая торжественный въезд царя в Москву 4 августа, генерал отельного корпуса жандармов отмечал:

Теперь в нём, как в единственном Верховном вожде, видели главное спасение родины и здесь, как нигде, выказалась вся неуместность присвоения этого титула, свойственного только Государю, Вел. Кн. Николаю Николаевичу. Это шло к умалению царской власти, к смешению понятий и послужило позже одной из побудительных причин принять в критический момент командование над армиями, принять эту власть Верховного Главнокомандующего в свои руки.
 В воспоминаниях о кампании 1915 года немецкий генерал Людендорф записал: «На пути к победе мы сделали новый большой шаг вперёд. Обладающий стальной волей Великий князь был отстранён. Царь встал во главе войск».
Весь фронт был разделен на три фронта: Северный (командующий Н. В. Рузский), прикрывавший пути на Петроград, Западный (командующий А. Е. Эверт) — пути на Москву, и Юго-Западный (командующий Иванов) — пути на Киев.

### Итальянский фронт
Первую заявку на участие в разделе мира и борьбе за его передел Италия сделала ещё на рубеже XX века в составе Альянса восьми держав, подавлявшего антиимпериалистическое сопротивление в Китае. Итало-турецкая война (29 сентября 1911 — 18 октября 1912), ставшая в известной степени прологом Первой мировой, также представляла собой колониальную экспедицию 40-тысячного контингента берсальеров за пределами страны. Сараевское покушение впервые поставило объединённую Италию перед неизбежностью разрушений и жертв на собственной территории. Решиться на этот шаг немедленно, невзирая на неготовность страны к войне, Италия, в отличие от России, позволить себе не могла, и 3 августа 1914 года парламент огласил декларацию о нейтралитете.
Как и Россия, Италия была обременена союзническими обязательствами: ещё в 1882 году она присоединилась к Австро-германскому договору, образовав Тройственный союз. Однако юристы нашли в договоре лазейку: Австро-Венгрия первой объявила войну, а в этом случае обязательства прийти на помощь союзнику не действовали. Пытаясь удержать Италию хотя бы в состоянии нейтралитета, Австро-Венгрия предлагала уступки в территориальных спорах. Со стороны Антанты, с самого начала войны втягивание в него всё новых участников стало главной внешнеполитической задачей блока, и прежде всего Англии. Втягивая новую страну в войну, тайная дипломатия Англии апеллировала не к договорам, а к интересам местной финансовой олигархии, проводящей через своих ставленников в правительствах желаемый курс.
В Италии эту роль выполнили премьер-министр Антонио Саландра и министр иностранных дел Сидней Соннино. Поскольку цель Рисорджименто — этнархия, как объединение всех населённых итальянцами земель, была достигнута ещё в 1870 году, государственной пропагандой была выдвинута апелляция к «итальянской исконности». Италия стала требовать отдать ей ещё и бывшие колонии Венеции — Истрию и Далмацию, где этническое большинство населения составляли славяне, не потерявшие своей национальной идентичности ни под османским, ни под венецианским игом, ни под короной империи Габсбургов.
Получив от Англии заём в 50 млн фунтов и обещания признать законность будущих захватов, сторонники войны перешли к активным действиям. В широких массах агитацию итальянцев за вступление в войну и территориальную экспансию возглавили Бенито Муссолини и писатель Габриэле д’Аннунцио. Когда 320 из 508 депутатов итальянского парламента проголосовали за предложение лидера нейтралистов, бывшего премьера Джолитти сохранять нейтралитет, стали проходить массовые антипарламентские демонстрации. Саландра подал в отставку, король Виктор Эммануил III эту притворную отставку не принял, и Джолитти был вынужден покинуть столицу. 23 мая 1915 года Италия объявила войну Австро-Венгрии (но не Германии!) и буквально на следующий день, не завершив развёртывания, начала наступление. К окончанию этой первой битвы существенных успехов итальянцы не добились, потеряв 14 917 человек против 10 400.
По ходу битвы Австро-Венгрия поставила во главе 5-й армии, вновь сформированной для защиты славянских владений своей империи, генерала Светозара Бороевича — серба, происходящего из православной семьи граничар (сербо-хорватский аналог казаков, из поколения в поколение несущих службу на границе). На 2-ю битву при Изонцо (23 июня — 3 августа) Италия выставила 250 тыс. против 78 тыс. у противника. При незначительной разнице в потерях (42 тыс. против 47 тыс.) никакого успеха итальянцы не достигли — как и в 3-й битве (18 октября — 2 ноября), где было потеряно 67 тыс. против 40 тыс. у австро-венгров. В последней битве года, 4-й по счёту (9 ноября — 11 декабря), итальянский генерал Кадорна также не смог прорвать оборону австрийского генерала Хётцендорфа. Эта попытка обошлась итальянцам в 113 тыс. потерь против 70 тыс. у австро-венгров.
Кому в Антанте и насколько помогло вступление Италии в войну, можно видеть из следующих цифр. Даже в условиях нейтралитета Австро-Венгрия держала на границе с Италией 12 дивизий, а после её начала добавила туда только семь: 5 с сербского фронта и 2 дивизии из Галиции, где с началом Великого отступления русской армии острой необходимости в них уже не было. Зато Западный фронт мог позволить себе в 1915 году перейти к «стратегической обороне», не предпринимая никаких активных действий.
Общий счёт убитых и раненых за 1915 год: 256 тыс. итальянцев против 135 тыс. австро-венгров.

### Балканский театр военных действий
До осени на сербском фронте не наблюдалось никакой активности. К началу осени, после завершения удачной кампании по вытеснению русских войск из Галиции и Буковины, австро-венгры и германцы перебросили для нападения на Сербию большое количество войск. В то же время ожидалось, что Болгария, под впечатлением успехов Центральных держав, вступит в войну на их стороне. В таком случае малонаселённая Сербия с небольшой армией оказывалась окружённой врагами с двух фронтов, что неизбежно привело бы её к военному поражению. Англо-французская помощь прибыла с большим опозданием: только 5 октября войска стали высаживаться в Салониках (Греция); Россия помочь не могла, так как нейтральная Румыния отказалась пропустить русские войска. 5 октября началось наступление Центральных держав со стороны Австро-Венгрии, 14 октября Болгария объявила войну странам Антанты и начала военные действия против Сербии. Войска сербов, англичан и французов численно уступали силам Центральных держав более чем вдвое.
К концу декабря сербские войска оставили территорию Сербии, уйдя в Албанию, откуда в январе 1916 года их остатки были эвакуированы на остров Корфу и в Бизерту. Англо-французские войска в декабре отошли на территорию Греции, к Салоникам, где закрепились, образовав Салоникский фронт по границе Греции с Болгарией и Сербией. Кадры Сербской армии (до 150 тыс. человек) были сохранены и весной 1916 года усилили Салоникский фронт.
Присоединение Болгарии к Центральным державам и падение Сербии открыло для Центральных держав прямое сообщение по суше с Турцией.

## Кампания 1916 года
| Дата       | Кто объявил       | Кому объявил   |
| ---------- | ----------------- | -------------- |
| 9 марта    | Германия          | Португалия     |
| 15 марта   | Австро-Венгрия    | Португалия     |
| 27 августа | Румыния           | Австро-Венгрия |
| 27 августа | Италия            | Германия       |
| 28 августа | Германия          | Румыния        |
| 30 августа | Османская империя | Румыния        |
| 1 сентября | Болгария          | Румыния        |

### Западный фронт
Несмотря на то, что к началу 1916 года Англия и Франция усилили свой перевес над Германией, на западноевропейском театре коалиция Антанты «не проявляла особой инициативы», а крупную операцию на Сомме конференция в Шантильи 6—8 декабря 1915 года предполагалось провести «после того, как будет закончено изготовление основных боевых средств». Ломая эти планы, Германия в конце февраля нанесла упреждающий удар на правом берегу р. Маас в направлении на Верден.
Приготовления Германии к наступлению не остались незамеченными, и французское командование успело усилить гарнизон Вердена и его фортов. И всё же к началу операции перевес остался за противником: 12 дивизий, 703 тяжёлых и 522 лёгких орудия у Германии против 8 дивизий, 244 тяжёлых и 388 лёгких орудия у французов. 21 февраля 1916 года после дневной (с 8 часов утра до 5 вечера), но мощнейшей артподготовки («невиданной до того силы» и «с небывалым использованием артиллерии тяжёлых калибров») немецкие войска пошли в атаку по проложенному артиллерией пути. Наступление шло днём и ночью; в авангарде шли мелкие группы, за ними основные силы. Как позже вспоминал начальник немецкого Генерального штаба Эрих фон Фалькенгайн, «люди просто пробежали ближайшие неприятельские линии». Пройдя таким образом первую и вторую укреплённые линии обороны, 25 февраля немецкие войска с незначительными потерями захватили Форт Дуомон, служивший ключом северо-восточного сектора обороны.
Генерал Жоффр поставил генерала Петена (в дальнейшем печально известного, как коллаборациониста) командовать «верденской мясорубкой». Он создал почти полуторное превосходство в живой силе, для чего с 27 февраля по 6 марта к Вердену было переброшено около 190 тысяч солдат. Ценой 162 тыс. погибших солдат наступление немецких войск было остановлено. После упорных боёв с огромными потерями с обеих сторон немцам удалось продвинуться вперёд только на 6—8 километров и взять некоторые из фортов крепости, но в октябре — декабре французские войска серией мощных контратак выбили противника из наиболее важных позиций.
Результат сражения был двойственным. Всего за 131 день Франция «пропустила через мясорубку» 65 дивизий из 95, а Германия 50 из 125. С одной стороны, наступательные планы Германии были сорваны, и к 1 июля армии вернулись к исходным рубежам. С другой стороны, потери Франции под Верденом не позволили Антанте осуществить в намеченных размерах наступление на Сомме, где в конечном счёте также ни одна из сторон не добилась решающего успеха.
Известный вклад в исход Верденской операции внесла и русская армия: в марте 1916 года по просьбе французского командования была предпринята Нарочская операция. И хотя двухнедельные попытки прорвать линию германской обороны завершились неудачей, на протяжении этого времени натиск немцев на Верден несколько ослаб.
В ходе Верденского сражения германцы применили новое оружие — огнемёт. В небе над Верденом впервые в истории войн были отработаны принципы ведения боевых действий самолётов — американской эскадрильей «Лафайет», сражавшейся на стороне Антанты. Немцы начали применять самолёты-истребители, у которых пулемёты стреляли синхронно сквозь вращающийся пропеллер, не повреждая его.
Система сочетания полевых и долговременных укреплений показала особую живучесть. Форты являлись мощными очагами сопротивления, которые цементировали оборону укреплённого района по фронту и в глубину. Артиллерийский огонь, причиняя огромные разрушения в системе обороны, был не в состоянии вывести из строя основные (железобетонные и бронированные) сооружения фортов. Так, хотя по форту Дуомон было выпущено более 100 тыс. снарядов, в основном сверхтяжёлых и тяжёлых калибров, его боевые пулемётные и артиллерийские башни остались невредимыми; уцелели также броневые наблюдательные пункты.

Вы бы поглядели, чем нас угощали под Верденом, я там был. Только «большаками»: триста восемьдесят, четыреста двадцать, четыреста сорок. Вот когда тебя так обстреляют, можешь сказать: «Теперь я знаю, что такое бомбардировка!» Целые леса скошены, как хлеба; все прикрытия пробиты, разворочены, даже если на них в три ряда лежали брёвна и земля; все перекрёстки политы стальным дождём, дороги перевёрнуты вверх дном и превращены в какие-то длинные горбы; везде разгромленные обозы, разбитые орудия, трупы, словно наваленные в кучи лопатой— Анри Барбюс. «Огонь»
Битва под Верденом продолжалась до 18 декабря 1916 года. Французы и англичане потеряли 750 тыс. человек, немцы — 450 тыс.: до битвы на Сомме это сражение было самым кровопролитным в войне.
Ослабленная боями под Верденом, Франция смогла выставить на Сомму только две армии, заполнив ими южную часть фронта. К северу же от Соммы расположились две армии англичан, из которых главная роль была отведена английской 4-й армии генерала Роулинсона (16 дивизий), а 3-я армия генерала Алленби выделила ещё один корпус (2 дивизии) для наступления. Основной удар должны были нанести англичане; более слабая 6-я французская армия генерала Файоля (18 дивизий) наносила лишь вспомогательный удар. Общее количество англо-французских дивизий, брошенных в наступление за 5 месяцев, составило 60.
Англо-французское командование избрало ту же схему, что и немецкое под Верденом: мощная артиллерийская подготовка с последующим прорывом. В ходе подготовки к операции, в мае было решено сузить фронт наступления с 70 до 40 км. Упор был сделан на «равновесное военное решение задачи прорыва обороны, при котором и артиллерия, и пехотные части в примерно одинаковых количествах распределяются вдоль всей полосы наступления». Для эффективного огневого сопровождения пехоты к штурмовым батальонам прикреплялись артиллерийские офицеры — корректировщики огня, обеспечивавшие «медленное перемещение огневой завесы» со скоростью не более, чем 45 м в минуту.
Участок по обе стороны от реки Сомма, избранный для наступления, был укреплён по всем правилам военно-инженерного искусства: «колючая проволока, бетон, безопасные помещения для гарнизона, скрытая фланговая оборона пулемётами, деревни и леса, обращённые в своего рода маленькие крепости». За 2 года немцы создали две таких полосы в 2—3 км одна от другой, и начали строить третью. Для их уничтожения были использованы минные галереи — в первый день наступления было организовано 19 минных взрывов большой мощности. Танки к началу наступления не были готовы и были применены только впоследствии.
После недельной артиллерийской подготовки 1 июля последовало наступление. Ход сражения на Сомме был примерно тем же, что и под Верденом: прорыв обороны, первоначальный успех, после которого противники, положив по нескольку сот тысяч человек, вновь возвращаются к позиционной борьбе на незначительно сдвинутых рубежах. Первоначальное преимущество в силах всегда обеспечивает некоторое продвижение, но даже несмотря на искусное огневое сопровождение наступления, оборона вновь демонстрирует преимущество. Уцелевшие пулемёты наносят огромные потери наступающим, но порой даже единственный уцелевший пулемёт создавал огромное препятствие.
На Сомме немцы проявили умение быстро сосредоточивать в угрожаемом направлении свои резервы с пассивных участков фронта. Уже к середине июля они перебросили к прорыву 11 дивизий, доведя общую численность до 18—19 дивизий, а к концу июля нарастили свои силы до 30 дивизий. Однако и этого кулака было недостаточно для решающего перелома, и все эти гигантские силы представляли собой лишь резерв грядущей борьбы на взаимное истощение. Со стороны Англии не могли изменить ситуацию и танки — новейшее оружие, введённое в бой в сентябре. К ноябрю боевые действия на Сомме постепенно затихли. Задача прорыва укреплённого фронта не была решена. Результаты операции свелись к продвижению до 10 км, к захвату 200 км² территории, 105 тыс. пленных, 1500 пулемётов и 350 орудий. В битве на Сомме союзники потеряли около 800 тыс. человек, немцы — 538 тыс. человек, в том числе пленными. Выражения «сражение на Сомме», как и «Верденская мясорубка», приобрели нарицательный смысл, как примеры чрезвычайно тяжёлого и кровопролитного сражения, пирровой победы.
29 августа 1916 года Эрих фон Фалькенгайн сдал дела Паулю фон Гинденбургу, назначенному новым начальником германского генштаба.

### Итальянский фронт
Пятую битву на Соче (серб. битка на Сочи; Соча / Soča), как называют в Сербии и Хорватии реку Изонцо, начатую 11 марта, пришлось 29 марта прекратить по погодным условиям. Она оказалась наименее кровопролитной за всю войну, унеся с каждой стороны менее 2 тыс. жизней. Главные события кампании 1916 года развернулись намного западнее Сочи — на юге Тироля близ города, именуемого на местном германоязычном цимбрском наречии цимбр. Sleghe, Sleeghe (ср. нем. Schlägen). В начале мая австро-венгры провели отвлекающий манёвр, имитирующий подготовку к очередной битве при Изонцо: артобстрелы, бомбардировки, вылазки пехоты, а 14 мая провели первую химическую атаку, выведшую из строя 6300 итальянских солдат. Однако 15 мая основной удар был нанесён близ Асиаго — городка, давшего название этой битве в русской историографии.
В случае успеха операции основная группировка итальянских войск, завязшая на реке Изонцо, была бы отрезана, окружена, и Италия вышла бы из войны. Но помощь Антанте оказала Россия. По просьбе Италии Ставка ускорила уже запланированное наступление Юго-Западного фронта, и уже 22 мая начался легендарный Брусиловский прорыв, в котором одна только Австро-Венгрия потеряла 616 тыс. человек. Гётцендорфу пришлось срочно вывести из Тироля-Трентино половину войск, но и оставшихся хватило для того, чтобы остановить контрнаступление, начатое Кадорной 16 июня. Австро-венгры отступили на половину расстояния, пройденного ими по территории Италии в начале операции. По её итогам итальянцы потеряли 146 тыс., а австро-венгры — 81 тыс.
После поражения при Асиаго правительству Италии пришлось уйти в отставку, а незаменимый Кадорна принялся готовить новую, 6-ю битву при Изонцо (6—17 августа). Противник был всё ещё ослаблен, и реванша в виде занятия города Горица при счёте по потерям в свою пользу (74 тыс. против 81 тыс.) итальянцы всё-таки добились. Это был последний успех года. Битвы с седьмой по девятую (14—16 сентября, 11—12 октября и 1—4 ноября) оказались практически безрезультатными, а по суммарным потерям примерно равными — 111 тыс. у Италии против 115 тыс. человек у Австро-Венгрии.

### Восточный фронт
В марте 1916 года по просьбе французского командования для ослабления немецкой атаки на крепость Верден русской армией была предпринята отвлекающая Нарочская операция. В итоге, натиск германских войск на французский Верден был существенно ослаблен.
По просьбе итальянского командования и согласно директиве русской Ставки главного командования 4 июня 1916 года на русском Юго-Западном фронте началась наступательная операция, планировавшаяся как вспомогательная для Западного фронта. Позже эта операция получила название Брусиловский прорыв по имени командующего фронтом А. А. Брусилова. 3 июля с целью прорыва германского фронта в Беларуси и продвижения на Брест-Литовск начал наступление Западный фронт, однако Барановичская операция оказалась безуспешной, в то время как Юго-Западный фронт нанёс в Галиции и Буковине тяжёлое поражение германским и австро-венгерским войскам, потерявшим в общей сложности более 1,5 млн человек.
Новую победу в августе 1916 года одержала дипломатия Антанты: Франция склонила Румынию к вступлению в войну, представив в Бухаресте Брусиловский прорыв как знак скорого развала австро-венгерской армии. При приёме страны в Антанту Жак Жозеф Жоффр пообещал Румынии не только Трансильванию, но также и земли по реке Тисе, населённые русинами, славянами и венграми, а также сербский Западный Банат. 14 (27) августа правительство Ионела Брэтиану объявило войну Австро-Венгрии.
В военно-стратегической целесообразности втягивания Румынии в войну сомневался даже Николай II — император и главнокомандующий. В передаче А. В. Колчака слова царя звучали так:

Я совершенно не сочувствую при настоящем положении вступлению Румынии: я боюсь, что это будет невыгодное предприятие, которое только удлинит наш фронт, но на этом настаивает Французское союзное командование; оно требует, чтобы Румыния во что бы то ни стало выступила. Они послали в Румынию специальную миссию, боевые припасы, и приходится уступать давлению союзного командования— Допрос Колчака. — Л.: Гиз, 1925
К концу 1916 года малобоеспособная румынская армия была уже разбита, и большая часть страны, включая Бухарест, была оккупирована. России для стабилизации фронта пришлось ввести в Румынию свои войска. Если нейтральная Румыния служила буфером между югом России и Центральными державами, то теперь и с юга нависла опасность. Германия получила доступ к стратегическому румынскому сырью и особенно нефти, восполнив потери от морской блокады.

### Итоги 1916 года
К концу 1916 года обе стороны потеряли убитыми 6 млн человек, около 10 млн было ранено. Под Верденом и на Сомме Антанта потеряла в общей сложности 1 млн чел. (420 тыс. Англия и 580 тыс. Франция) против 800 тыс. потерь у Германии. Тем не менее, несмотря на отсутствие значительного перевеса у Антанты, в ноябре — декабре 1916 года Германия и её союзники предложили мир. Антанта предложение отклонила, указав, что мир невозможен «до тех пор, пока не обеспечено восстановление нарушенных прав и свобод, признание принципа национальностей и свободного существования малых государств».

## Кампания 1917 года
| Дата                                                                                     | Кто объявил       | Кому объявил                                       |
| ---------------------------------------------------------------------------------------- | ----------------- | -------------------------------------------------- |
| 6 апреля                                                                                 | США               | Германия                                           |
| 7 апреля                                                                                 | Куба              | Германия                                           |
| 10 апреля                                                                                | Болгария          | США                                                |
| 13 апреля                                                                                | Боливия           | Германия                                           |
| 20 апреля                                                                                | Османская империя | США                                                |
| 2 июля                                                                                   | Греция            | Германия Австро-Венгрия Османская империя Болгария |
| 22 июля                                                                                  | Сиам              | Германия Австро-Венгрия                            |
| 4 августа                                                                                | Либерия           | Германия                                           |
| 14 августа                                                                               | Китай             | Германия Австро-Венгрия                            |
| 6 октября                                                                                | Перу              | Германия                                           |
| 7 октября                                                                                | Уругвай           | Германия                                           |
| 26 октября                                                                               | Бразилия          | Германия                                           |
| 7 декабря                                                                                | США               | Австро-Венгрия                                     |
| 7 декабря                                                                                | Эквадор           | Германия                                           |
| 10 декабря                                                                               | Панама            | Австро-Венгрия                                     |
| 16 декабря                                                                               | Куба              | Австро-Венгрия                                     |
| Записи на жёлтом фоне означают разрыв дипломатических отношений, но не объявление войны. |                   |                                                    |

К началу 1917 года баланс сил между блоками ещё более склонился в пользу Антанты. Вступление в войну США окончательно перечёркивало планы Германии неограниченной подводной войной установить встречную морскую блокаду Англии, зато поток продовольствия и вооружений из США в страны Антанты стал расти. В экономике и социальной жизни Российской империи продолжали нарастать негативные процессы, которые всколыхнули Среднеазиатское восстание 1916 года. Вместе с тем, в 1916 году были достроены Транссибирская магистраль и железнодорожная линия Санкт-Петербург — Мурманск, что позволило в полной мере использовать порт Владивостока и только что возведённый порт на Северном Ледовитом океане.
3 марта 1917 года в России произошла Февральская революция, после которой в стране стали нарастать процессы дезинтеграции и распада, а русская армия стала терять управляемость и боеспособность. Декрет о мире, принятый новой, советской властью в первый день Октябрьской революции 7—8 ноября, проложил путь к сепаратному перемирию с Германией и её союзниками, заключённому 15 декабря. Однако освобождать оккупированные ею территории России Германия не спешила.

### Восточный фронт
По данным генерала Николая Головина, к 31 декабря 1916 года в действующей армии, подчинённой Верховному главнокомандующему, находилось 6,9 млн человек. С учётом ещё 2,2 млн человек, относившихся к запасным частям, и 350 тыс. человек, подчиняющихся военному министру, численность военных в России составляла на тот момент 9,45 млн человек.
На Восточном фронте из-за антивоенной агитации со стороны революционных партий и популистской политики Временного правительства русская армия разлагалась и теряла боеспособность. Предпринятое в июне наступление силами русского Юго-Западного фронта провалилось, и армии фронта отошли на 50—100 км. На русском Западном фронте наступательная Кревская операция, несмотря на блестящую артиллерийскую подготовку, не привела к прорыву фронта противника.
Со своей стороны, несмотря на утрату русской армией способности к активным боевым действиям, Центральные державы из-за потерь в кампанию 1916 года уже не располагали потенциалом, достаточным для нанесения России решающего поражения и вывода её из войны военными средствами. Тем не менее, германская армия использовала все шансы для продвижения линии Восточного фронта и дальнейшей оккупации территории Российской империи. В ходе Рижской операции (1 — 6 сентября) немцы заняли Ригу — важнейший после Петрограда русский порт на Балтике. В результате операции «Альбион» (12—20 октября) германские войска захватили острова Даго и Эзель, вынудив русский флот уйти из Рижского залива.

### Западный фронт
Получив отказ Антанты от предложенного мира, в условиях нарастающих сложностей германское командование отказалось от новых наступлений, перейдя в оборону на всех сухопутных фронтах. С 15 по 20 марта 1917 года, оставляя за собой выжженую землю, войска были отведены из опасного Нуайонского выступа на заранее укреплённую позицию — линию Гинденбурга. Это сокращало линию фронта, высвобождая 13 дивизий для парирования ожидавшегося англо-французского наступления.
Наступление Нивеля (16 апреля — 9 мая) было неудачным. Имея 4,4 млн человек против 2,7 млн у Германии, французы потеряли 180 тыс. убитыми и ранеными, британцы 160 тыс., тогда как потери германской армии составили 163 тыс. включая 29 тыс. пленными. Во французской армии начались мятежи, солдаты отказывались повиноваться, покидали окопы. Волна забастовок прошла на военных заводах Франции. Нивель был снят с поста главнокомандующего французской армией, на его место был назначен генерал Петен.
Частные операции в районе города Мессины, на реке Ипр, под Верденом и у Камбре, где впервые были массированно применены танки, не изменили общей обстановки на Западном фронте.

### Вступление США в войну
После так называемой «телеграммы Циммермана» США 6 апреля вступили в войну на стороне Антанты, что окончательно изменило соотношение сил в пользу союзников.
В мае генерал Джон Першинг был назначен командиром Американских экспедиционных сил и в июне прибыл во Францию. Отдельные американские подразделения приняли участие в боевых действиях в июле — октябре, а к началу 1918 года было снаряжено и обучено четыре дивизии, состоявшие как из добровольцев Национальной армии — воинских формирований, созданных Конгрессом США специально для участия в военных действиях в Европе, — и Национальной гвардии, так и поступивших по призыву в регулярную армию.

### Итальянский фронт
В десятой битве при Изонцо (12 мая — 8 июня) 38-ми дивизиям Кадорны противостояли 14 дивизий Бороевича. Итальянские войска, наступавшие с плато Карст в направлении Триеста после двухдневной артподготовки, продвинулись на несколько километров, но 3 июня из-за нехватки снарядов были остановлены не доходя до Девина. К 8 июня контрнаступлением австро-венгров они были отброшены практически к исходным позициям, несмотря на массовое применение итальянцами самолётов (около 130 машин). Потери итальянцев составили 150 тыс. (в том числе 35 тыс. убитых) против 125 тыс. у Австро-Венгрии (в том числе 17 тыс. убитых).
Через два дня итальянцы попытались взять реванш на плато у Асиаго силами 300-тысячной армии и 1600 орудий, противопоставленным втрое меньшим силам Австро-Венгрии (100 тыс. чел. и 500 орудий). В сражении при горе Ортигара (10—23 июня) итальянцы потеряли 23 тыс. против 9 тыс. у австро-венгров, но гору так и не взяли.
На 11-ю битву при Изонцо (18 августа — 5 октября) итальянцы выставили 51 дивизию (600 батальонов) и 5326 орудий, для которых было заготовлено 3,5 млн снарядов. Против этой полумиллионной армии, поддерживаемой с моря английскими и итальянскими кораблями, Бороевич смог выставить только 200 тыс. (250 батальонов). Тем не менее, успехи наступавших были незначительны, а 4 сентября Бороевич контрударом восстановил положение. Потери у итальянцев составили 160 тыс., включая 30 тыс. убитых, против 120 тыс., включая 20 тыс. убитых, у Австро-Венгрии.
Наряду с 11-й (700 тыс.), 12-я битва при Изонцо, она же битва при Капоретто (24 октября — декабрь 1917 года), встала в ряд крупнейших сражений Первой мировой войны. Италия знала и планы противника, и то, что впервые на помощь союзнику прибыли подкрепления из Германии (6 дивизий под командованием генерала Белова). Опровергая надежды на разложение австро-венгерской и германской армии, наступающие прорвали оборону итальянцев в двух местах. В первые часы они продвинулись на 6 км, захватив Плеццо и Капоретто, а к 26 октября прорыв при ширине 28—30 км углубился до 10—15 км.
Кадорна приказал отступить к реке Тальяменто, но отступление также не было организовано. В итальянской армии царила паника, ещё больший хаос в колонны отступающих войск вносили беженцы, общее число которых составило 600 тыс. 29 октября правительство Италии ушло в отставку, а с 30 октября на Апеннины стали прибывать английские и французские дивизии. 8 ноября был отправлен в отставку и Кадорна, а наступление австро-германцев тем временем продолжалось. Рубеж у Тальяменто итальянцы не удержали, и в конечном итоге отступили вглубь своей территории на 70—110 км, почти до Венеции. Австро-германцы потеряли при Капоретто 20 тыс. убитыми и ранеными, итальянцы — 10 тыс. убитыми, 30 тыс. ранеными и ещё 265 тыс. попало в плен, а 300 тыс. отбились от частей или дезертировали. Битву при Капоретто и отступление итальянских войск Эрнест Хемингуэй описал в одной из частей романа «Прощай, оружие!».

### Другие театры военных действий
В 1917 году на Салоникском фронте установилось относительное затишье. В апреле союзные войска провели наступательную операцию, которая принесла Антанте незначительные тактические результаты, но не изменила общей ситуации.
В Месопотамии турецкая армия сумела остановить английское наступление, и была сделана попытка с помощью Германии блокировать Суэцкий канал. Но в 1917 году на Месопотамском фронте британские войска добились значительных успехов. Увеличив численность войск до 55 тыс. человек, британская армия провела решительное наступление. Британцы захватили ряд важнейших городов, в том числе Эль-Кут в январе и Багдад в марте. Англичанам удалось вооружить бедуинов Арабского полуострова и вызвать восстание против турок, ставившее своей целью создание единого арабского государства. В этом предприятии большую роль сыграл полковник Томас Лоуренс, вначале археолог, а после окончания войны — автор мемуаров.
На стороне британских войск сражались добровольцы из арабского населения, которое встречало наступавшие английские войска как освободителей. Также британские войска к началу 1917 года вторглись в Палестину, где завязались ожесточённые бои под Газой. В октябре, доведя число своих войск до 90 тыс. человек, британцы перешли в решительное наступление у Газы, и турки были вынуждены отступить. Англичане к концу 1917 года захватили ряд населённых пунктов: Яффо, Иерусалим и Иерихон.
В Восточной Африке германские колониальные войска под командованием полковника Леттов-Форбека, значительно уступая по численности англо-португало-бельгийским войскам — 5 тыс. человек против 45 тыс., оказывали продолжительное сопротивление и в ноябре 1917 года вторглись на территорию португальской колонии Мозамбик.

### Дипломатическая активность
1—20 февраля 1917 года состоялась Петроградская конференция стран Антанты, на которой обсуждались планы кампании 1917 года и, неофициально, внутриполитическая обстановка в России.
19 июля 1917 года германский рейхстаг принял резолюцию о необходимости мира по обоюдному соглашению и без аннексий. Но со стороны правительств Англии, Франции и США эта резолюция не встретила сочувственного отклика. 1 августа 1917 года папа римский Бенедикт XV опубликовал апостольское послание «Dès le début» (с фр. — «с самого начала»). Однако его посредничество в заключении мира отвергли обе стороны, причём Клемансо гневно обозвал понтифика «папа-фриц» (фр. le pape boche).

## Кавказский фронт 1914—1918
В ходе Сарыкамышской операции (9 (22) декабря 1914 — 5 (18) января 1915) русская армия разгромила 3-ю турецкую армию, наступавшую на Карс, сорвав тем самым планы Турции по захвату русского Закавказья и переносу боевых действий на территорию России.
В Алашкертской операции (9 июля — 3 августа 1915 года по новому стилю) русские войска отразили наступление турецких войск в районе озера Ван, уступив при этом часть территории.
В Персии 30 октября русские войска высадились в порту Энзели, к концу декабря разгромили протурецкие вооружённые отряды и взяли под контроль территорию Северной Персии, предотвратив выступление Персии против России и обеспечив левый фланг Кавказской армии.
В Эрзурумской операции (10 января — 16 февраля 1916 по новому стилю) русские войска наголову разгромили турецкую армию и овладели городом Эрзурум. Взятие Эрзурума позволило русскому флоту провести Трабзонскую операцию (23 января — 5 апреля 1916), в ходе которой был взят город Трапезунд. В июле — августе были также взяты города Эрзинджан и Муш.
На Кавказе из-за суровой зимы 1916—1917 годов активных боевых действий не велось. Чтобы не нести лишних потерь от морозов и болезней, генерал Юденич оставил на достигнутых рубежах лишь боевое охранение, а главные силы разместил в долинах по населённым пунктам. В начале марта 1-й Кавказский кавкорпус генерала Баратова разгромил персидскую группировку турок и, захватив в Персии важный узел дорог Синнах и город Керманшах, двинулся на юго-запад к Евфрату навстречу англичанам. В середине марта части 1-й Кавказской казачьей дивизии Раддаца и 3-й Кубанской дивизии, преодолев более 400 км, соединились с союзниками у Кизыл Рабата в Ираке. Таким образом, Турция потеряла Месопотамию.
Не возобновились боевые действия на Кавказском фронте и после Февральской революции, а после заключения правительством РСФСР в декабре 1917 года перемирия с Центральными державами прекратились окончательно.

28 мая Армянский национальный совет провозгласил независимость Армении. Однако как только армяне провозгласили независимость, они тут же были втянуты в войну с Турцией, которая в свою очередь сразу перешла в наступление и быстро разгромила армянские части. Войну завершил Батумский мирный договор.
- Оборона Вана армянскими ополченцами до прихода русской армии. 1915 г.
- Пленные турки, взятые в ходе Алашкертской операции.
- Русские солдаты над останками заживо сожженных армян в армянской деревне Шейхалан, 1915 г.
- Русские войска с захваченными турецкими знамёнами, Эрзурум. Журна Нива № 31-1916 г.
- Русский аэроплан в кузове грузовика

## Война на море 1914—1918
Ещё в 1890 году ударную силу германского флота составляли два броненосца водоизмещением по 4100 тонн каждый. Встав во главе морского министерства в 1897 году, Альфред Тирпиц довёл к 1913 году водоизмещение кайзерлихмарине до 1 млн т, поставив свой флот на второе место в мире после КВМФ Великобритании, уступая англичанам на 40 %. Осознавая угрозу своему господству на морях, Британия стала готовиться к морской войне с Германией. Со стороны Британии это была именно подготовка к войне, завершившаяся летом 1914 года, когда для проведения якобы «пробной» мобилизации на спитхедском рейде было выставлено почти 500 вымпелов. Все «временно» мобилизованные были оставлены на судах, и таким образом в августе английский флот «начал войну в такой готовности, в которой он ни разу за всю свою историю ни одной войны не начинал». Главные боевые задачи обоих флотов на грядущую войну были противоположны: британский флот должен был установить морскую блокаду Германии, а германский, соответственно, эту блокаду сорвать.
Первой операцией кайзерлихмарине стал обстрел 2 августа русского порта Либава двумя крейсерами. Их последующий рейд в Финский залив потерпел фиаско: 27 августа один из крейсеров сел на мель и был уничтожен в этом положении русским флотом.
С первых дней войны британский Средиземноморский флот начал охоту за германской Средиземноморской эскадрой в составе двух крейсеров, линейного «Гёбен» и лёгкого «Бреслау». Их прорыв в Константинополь повлёк за собой существенные последствия для обоих военных блоков уже на старте войны.
Получив 1 августа отказ враждебно-нейтральных итальянцев в бункеровке, и дозаправившись у германских торговых судов на траверзе Мессины, адмирал Сушон направился к побережью Африки для атаки французских портов Бон и Филиппвиль. Утром 4 августа Сушон получил приказ адмирала Тирпица следовать в Константинополь, где только что был заключён германо-турецкий союз. Несмотря на экстренность вызова, Сушон всё-таки немного задержался, чтобы отбомбиться по достигнутым целям, благодаря чему 3 парохода было потоплено, а переброска 19-го французского корпуса задержалась на три дня.
Заключая 2 августа союз с Германией, Турция отнюдь не предполагала выходить из объявленного ей нейтралитета, что означало бы немедленное вступление в войну. 6 августа правительство Турции выставило дополнительные условия, которые Германия немедленно приняла. В результате оба крейсера были куплены Турцией и 14 августа переданы в Османский флот под новыми именами. Экипаж остался германским, включая Сушона, который 3 сентября принял командование всем флотом Османской империи. По сути, отказавшись иметь собственный Средиземноморский флот, как таковой, Германия получила Черноморский флот со своим экипажем и под своей командой, но под чужим флагом.
Наиболее серьёзные последствия такая неожиданная рокировка принесла России. По своей боевой мощи один только «Гёбен» мог успешно противостоять всему русскому Черноморскому флоту. Сверх того, закрыв 27 сентября 1914 года проливы, Турция перерезала единственный незамерзающий морской торговый путь России, перекрыв около 90 % её внешнего товарооборота. Лишившись возможности экспортировать зерно и импортировать вооружение через порты Чёрного моря, Россия постепенно начала испытывать недостаток вооружений и боеприпасов, а затем и серьёзные экономические затруднения. По мнению ряда историков этот фактор стал основной причиной свержения династии Романовых и последующих событий российской истории. 29 — 31 октября турецкие корабли обстреляли Одессу, Севастополь, Феодосию и Новороссийск, а «Бреслау» установил в Керченском проливе минное заграждение.
Вступление в войну Японии поставило Германию перед необходимостью защиты своих тихоокеанских владений. Перейдя в южную часть океана, эскадра адмирала фон Шпее 1 ноября выиграла сражение у берегов Чили, но 8 декабря была разгромлена при Фолклендах крейсерами англичан, тайно направленными в Порт-Стэнли, причём на крейсере «Шарнхорст» погиб и сам фон Шпее. После этого область действия немецкого флота ограничилась только Северным и Балтийским морями, и противостояние крупнейших морских держав превратилось в «битву за Атлантику».
Овладев в начале войны бельгийским побережьем и портом Антверпена, Германия стала развёртывать новые базы подводного флота. Уже с марта 1915 года в Западной Фландрии начал функционировать опорный пункт для подводных лодок в Зеебрюгге.
В Северном море первое крупное столкновение произошло 28 августа у острова Гельголанд (Гельголандский бой). Победу одержал английский флот.
Балтийский флот России занимал оборонительную позицию, к которой германский флот, занятый действиями на других театрах, не приближался вплоть до 1917 года.
Черноморский флот, главной ударной силой которого были броненосцы додредноутного типа, смог противопоставить нечто равноценное линкору «Гебен» только во второй половине 1915 года, когда вступили в строй два современных линкора: в июле «Императрица Мария», и в октябре «Императрица Екатерина Великая». Флагман «Императрица Мария» успел поучаствовать в Трабзонской операции (23 января — 5 апреля 1916 года), завершившейся победным взятием турецкого порта Трабзон, прежде чем 20 октября был взорван на севастопольском рейде. Следствие вредителя не нашло, и лишь в 1990-е годы подтвердилось, что диверсию осуществила шпионско-диверсионная группа «Контроль К», изобличённая в 1933 году советскими чекистами. «Императрице Екатерине» 8 января 1916 года повезло столкнуться с бывшим «Гебеном», и даже обстрелять его с максимальной дальности, но быстроходный и вдвое более мощный немецкий корабль легко ушёл за горизонт. До конца 1917 года флот поддерживал операции Кавказского фронта, но после Февральской революции начал терять боеспособность, и военные действия на Чёрном море к концу осени практически прекратились.
2 января 1915 года главнокомандующий великий князь Николай Николаевич попросил союзников провести демонстративные действия, чтобы отвлечь часть турецких сил с Кавказского фронта. На следующий день военный министр Великобритании Китченер и Первый лорд Адмиралтейства Черчилль запрос России утвердили. 11 января вице-адмирал Карден представил в Адмиралтейство план прорыва англо-французской эскадры через Дарданелльский пролив в Мраморное море с выходом к Константинополю. План предусматривал 4 стадии: разгром внешних фортов, траление минных заграждений, уничтожение промежуточных, а затем внутренних фортов и укреплений. Операция началась 19 февраля 1915 года и закончилась 9 января 1916 года.
Ещё в 1906, а затем в 1915 году Британский комитет обороны пришёл к выводу, что успех возможной операции в Дарданеллах возможен только при условии комбинированного применения сухопутных и морских сил. Однако 19—25 февраля англичане решили обойтись без десанта, обстреливая береговые батареи с моря. Успеха эти попытки не принесли, как и генеральная атака 18 марта, в которую было брошено более 20 линкоров, линейных крейсеров и устаревших броненосцев. Потеряв 3 корабля, британцы ушли из пролива и стали готовиться к десанту.
Местом высадки экспедиционных сил численностью 80 000 человек был избран Галлипольский полуостров на европейской стороне проливов и противоположный ему азиатский берег. 25 апреля на трёх плацдармах, разделённых между участвующими странами, началась высадка англичан, французов, австралийцев и новозеландцев. Удержаться смог только австралийско-новозеландский корпус (АНЗАК), десантированный на один из участков Галлиполи. Однако несмотря на переброску новых подкреплений попытки развернуть наступление на турок, продолжавшиеся до середины августа, значимого результата не дали. К концу августа стал очевидным провал операции, и Антанта стала готовиться к эвакуации. Последние войска из Галлиполи были эвакуированы в начале января 1916 года.
Ютландское сражение (31 мая — 1 июня 1916 года) было крупнейшей за всю войну битвой на море. Попытка Германии снять морскую блокаду окончилась неудачей. Подвоз в Германию всех видов сырья и продуктов питания морем сократился; немцы стали ощущать перебои со снабжением; ухудшилось и снабжение ресурсами военной промышленности. Усилия Германии по наращиванию Флота открытого моря были сведены на нет. С этого момента вся тяжесть войны на море легла на подводный флот, а главной задачей надводного флота становилась поддержка подводной войны, а также участие в постановке мин.
В силу невысокого развития техники действия подводных лодок ограничивались в основном районами, прилегающими к Британии.
| Кварталы         | Потоплено Германией                     | Построено союзниками             |
| 1916 год         | 1916 год                                | 1916 год                         |
| ---------------- | --------------------------------------- | -------------------------------- |
| весь год         | 1 125 000                               | н.д.                             |
| 1917 год         |                                         |                                  |
| I II III IV      | 1 620 000 2 237 000 1 497 000 1 273 000 | н.д.                             |
| 1918 год         |                                         |                                  |
| I II III октябрь | 1 143 000 962 000 915 000 177 000       | 870 000 1 243 000 1 384 000 н.д. |

Торговой блокаде со стороны Англии Германия противопоставила «неограниченную подводную войну». Мощности подводного флота Германии было достаточно, чтобы топить в месяц суда общим тоннажем 600 тыс. т, однако в силу ограничений, налагаемых морским призовым правом, уничтожаемый тоннаж сокращался до 350 тыс. т. 1 февраля Германия объявила, что эти ограничения с себя снимает, и отныне любое торговое судно, подозреваемое в перевозке в порты противника, может быть атаковано без предупреждения и досмотра. Предполагалось, что в силу устрашающего эффекта неограниченной войны 2/3 нейтрального судоходства прекратит доставку грузов в Англию. Поскольку английские перевозки обслуживали суда общим тоннажем 10,75 млн т, предполагалось, что через пять месяцев — то есть, прежде, чем США вступят в войну — Англия лишится 39 % тоннажа, необходимого для подвоза припасов, что поставит её на грань поражения.
Если за весь 1916 год Антанта потеряла суда общим водоизмещением в 1125 тыс. т, то за февраль 1917 года цифра составила 781,5 тыс. т, в марте — 885 тыс. т и в апреле — 1091 тыс. т, из которых свыше половины принадлежало Англии. Но затем конвоирование перевозок снизило потери, а США, ещё не вступая в войну с Германией, наложили 7 мая 1917 года встречное эмбарго на вывоз в нейтральные страны Европы, посредничавшие в торговле с Германией. Эмбарго затронуло Голландию и скандинавские страны. Ещё в мае Швеция вывозила в Германию железо, медь, резину, но в июне Америка пригрозила запретом на поставки продуктов питания, и снабжение Германии материалами пришлось прекратить. Под давлением США страны Латинской Америки стали объявлять войну Германии, и интернированный в их портах немецкий торговый флот стал поступать в распоряжение Антанты.
Ускорение строительства новых судов взамен потопленных окончательно сорвало расчёты Германии: потеряв в 1917 году суда общим тоннажем 6,35 млн т, Англия из войны не вышла. Тем не менее, Германия упорно продолжала проводить активные подводные операции и возмещать свои потери в подводных лодках вплоть до последних дней войны.

## Кампания 1918 года
| Дата      | Кто объявил | Кому объявил            |
| --------- | ----------- | ----------------------- |
| 23 апреля | Гватемала   | Германия                |
| 8 мая     | Никарагуа   | Германия Австро-Венгрия |
| 23 мая    | Коста-Рика  | Германия                |
| 12 июля   | Гаити       | Германия                |
| 19 июля   | Гондурас    | Германия                |
| 10 ноября | Румыния     | Германия                |

### Выход России из войны
Ликвидация Восточного фронта, как следствие заключения Центральными державами мирных договоров в Бресте с Советской Россией и Украинской Народной Республикой, а также Бухарестского мирного договора с Румынией предоставили Германии шанс дать решающее сражение Антанте на Западном фронте, хотя соотношение сил продолжало быть в пользу Антанты. Времени для реализации такого плана оставалось не более 3 месяцев, так как США ежедневно перевозили во Францию по 7 тыс. солдат, и временный перевес Германии должен был быть исчерпан к лету 1918 года.

### Весеннее наступление германской армии
Ещё в январе, то есть до заключения Брестского мира, германский Генштаб разработал принципиально новую инструкцию «Наступление в позиционной войне».
Требования добиваться полного разрушения укреплений противника и нейтрализации его пехоты и артиллерии массовым применением химического оружия и миномётов были отменены. Главный упор был сделан на внезапность короткого, но массированного обстрела из миномётов и орудий (до 100 орудий на 1 км фронта), за которым немедленно следовала атака. На смену тактике широкого наступательного потока пришла тактика непрерывности действия специально обученных подразделений: «раз начатая атака должна безостановочно развиваться на возможно большую глубину. Быстрота продвижения — следствие парализования неприятельской огневой системы». Эффект этого пересмотра тактики в полной мере был продемонстрирован в ходе операций, проведённых Германией в марте — июле 1918 года.
Весеннее наступление (нем. Kaiserschlacht, «Сражение кайзера») представляло собой серию последовательных операций на различных участках фронта, проведённые с 21 марта по 18 июля. 23 марта с расстояния более 100 км из сверхдальнобойной 210 мм пушки был обстрелян Париж, но разрушения и жертвы в целом были не очень значительными.
Операция «Михаэль» (21 марта — 5 апреля) развернулась на фронте Круазиль—Ла-Фер шириной 70 км силами 2-й и 17-й армии из группировки кронпринца Баварского и поддерживавшей их с юга 18-й армии из группы кронпринца Прусского. За 16 дней боёв немецкие войска вклинились в оборону французов в направлении Амьена на 60 км, причём 18-я армия прошла 84 км. Этого оказалось недостаточным: нехватка снабжения сдержала темпы наступления. Восполнив большие потери (255 тыс. против 239 тыс.), союзники перебросили дополнительные подкрепления, и основная цель — разъединить французские и английские силы, отбросив британцев к Ла-Маншу — не была достигнута.
Битва на Лисе (также «Операция Жоржетта», или «4-е сражение на Ипре», 9—29 апреля) изначально планировалась, как вторая фаза весеннего наступления германских войск, развивающая успех операции «Михаэль» во Фландрии. Союзники вновь понесли более тяжёлые потери (112 тыс. против 88 тыс. у немцев) и отступили на 18 км. Однако и этих успехов оказалось недостаточно для достижения главной цели: исчерпав ресурсы живой силы, Германия не смогла нанести убедительное поражение.
Третья битва на Эне (27 мая — 6 июня) развернулась на центральном участке фронта с целью создать угрозу Парижу. 4-недельная задержка начала операции относительно предыдущей фазы общего весеннего наступления обернулась тем, что на стороне союзников впервые участвовали и 2 американских дивизии. Уже через 3 дня после начала наступления немцы захватили 50 тыс. пленных и 800 орудий, и к 3 июня расстояние от Парижа до передовой сократилось с 92 до 56 км. Прежде чем прекратить это наступление из-за усталости войск, 5 июня немцы начали сражение на Ма (25 тыс. немцев против 35 тыс. американцев и французов) а 9 июня — операцию «Гнейзенау» (9—13 июня). На следующий день германские войска были уже в 10 км от Компьена, но 11—12 июня французы отбросили их на исходные позиции.
Месяц спустя Австро-Венгрия предприняла наступление на итальянском фронте —Битва при Пьяве (15—23 июня), при преимуществе Антанты в живой силе и технике. Как и ожидалось, к середине лета усилиями США этот дисбаланс стал с каждым днём нарастать в пользу Антанты. Германия прислать подкрепления уже не могла, тогда как на помощь Италии направили свои дивизии французы, англичане и американцы. Убедительный перевес в силах (870 тыс. против 550 тыс.) принёс Антанте первую победу: австро-венгры были отброшены на исходные позиции, впервые потеряв значительно больше противника (175 тыс. против 80 тыс.)
Битва при Пьяве стала последним наступлением Австро-Венгрии и одновременно прологом последующих побед Антанты. Политический распад блока Центральных держав ещё только близился, но в военно-стратегическом плане они были уже разобщены, не имея возможности маневрировать живой силой между своими фронтами и действуя поодиночке. Была нарушена и координация по тыловым вопросам: начались трения по поводу распределения ресурсов, совместно выкачиваемых обеими империями с оккупированной Украины.
Новая битва на Марне (15 июля — 6 августа) продемонстрировала углубление признаков грядущего поражения Центральных держав. Антанта была представлена теми же странами, что и при Пьяве (Франция, Великобритания США, Италия), однако на Марну генерал Першинг вывел уже 85 тыс. американских солдат (4 дивизии). Осознавая решающее значение этой битвы, Германия бросила в неё резервы, обеспечив к её началу численный перевес 1,3 млн против 1,16 млн. Однако продвинуться на 15 км немецким войскам удалось к 17 июля только на западе, а на следующий день союзники перешли в контрнаступление, и 20 июля германское командование отдало приказ отступить на исходные рубежи. Немцы потеряли 139 тыс. против 165 тыс. у противника, но победа осталась за Антантой.
Бывший Восточный фронт.
Подписав Брестский договор, Германия не вывела полностью свои войска из пределов бывшей Российской империи. Формально соблюдая букву договора, Германия и Австро-Венгрия уже не вступали в прямые боестолкновения с регулярными частями РККА, но зато в полной мере трактовали в свою пользу отсутствие разграничений между РСФСР и Центральной радой.

Большинство буржуазных партий Германии в данный момент стоит за соблюдение Брестского мира, но ... очень радо «улучшить» его и получить ещё несколько аннексий за счёт России— Ленин В. И. Доклад о внешней политике 14 мая 1918 года
Уже 13 марта, через 10 дней после Брестского мира, была оккупирована Одесса, 8 — 10 апреля Харьков, Белгород и Херсон, 25 апреля — 1 мая Севастополь и Симферополь. 8 мая германские войска без боя вступили в Ростов-на-Дону, едва занятый накануне дроздовцами после того, как белые вытеснили оттуда «красных» в лице свергнутого буферного государства, Донской советской республики. 29—30 апреля были выведены корабли Черноморского флота из Севастополя в Новороссийск, но Германия потребовала вернуть корабли, шантажируя возобновлением военных действий. Не имея возможности возобновлять войну, Советское правительство отдало приказ о затоплении кораблей, исполненный 18—19 июня 1918 года.
| По видам продукции                                                                     | Вагонов |                | По направлениям вывоза | Вагонов |
| -------------------------------------------------------------------------------------- | ------- | -------------- | ---------------------- | ------- |
| Хлеб                                                                                   | 9132    | Германия       | 14 162                 |         |
| Продуктов продовольствия                                                               | 22 148  | Австро-Венгрия | 19 808                 |         |
| Сырьё                                                                                  | 60      | Болгария       | 130                    |         |
|                                                                                        |         | Турция         | 195                    |         |
| Всего                                                                                  | 34 745  | Всего          | 34 745                 |         |
| Данные собраны властями УНР на передаточных пунктах Львова, Бреста, а также в портах . |         |                |                        |         |

По мнению ряда историков, оставление крупных сил на востоке было стратегической ошибкой Германии и негативно сказалось на ходе боевых действий против Антанты. Хотя по сведениям германских генералов, германские оккупационные войска на юге России были «непригодны для наступления» и восполнить потери на Западном фронте не могли. До 22 марта с востока на запад было переброшено 15 дивизий, в том числе все солдаты и офицеры моложе 35 лет. На 21 марта численность войск Западного фронта составила 3 438 288 солдат и 136 618 офицеров, а Восточного (включая Румынию и исключая Турцию) — 1 004 455 солдат и 40 095 офицеров. С учётом потерь на западе и убыли на востоке к 1 октября на Западном фронте было 2 459 211 солдат и 103 896 офицеров, а на востоке — 501 119 солдат и 21 666 офицеров плюс группа армий Шольца численностью 57 тыс.
60 германских дивизий в качестве продотрядов обеспечили заготовку и сопровождение вывоза от 31 до 45 тыс. вагонов хлеба, фуража и другого продовольствия. Сверх того, в основном «своим ходом» через границу перегнали 105 тыс. голов крупного рогатого скота и 96 тыс. лошадей. Это было намного меньше ожиданий оккупантов. «Вместо 60 миллионов пудов хлеба, немцы привезли с Украины всего только 9 миллионов пудов. Но вместе с этим хлебом они завезли в Германию тот большевизм, который дал там такие пышные всходы». Но и 9 млн пудов (11 800 вагонов) одного только хлеба на фоне скудных пайков было немало. Сетуя, что Германия не получила желаемого количества хлеба и фуража, вместе с тем, генерал Людендорф после войны признавал, что «полученное с Украины продовольствие вместе с нашей помощью, по крайней мере, спасло Австрию и австро-венгерскую армию от голода». В расчётах эффекта оккупации Тарле сводит его к вывозу Германией 9132 вагонов хлеба, игнорируя сырьё, 22 148 вагонов другого продовольствия и крупный рогатый скот, угнанный оккупантами. Между тем, по данным Австро-Венгрии, вывоз продовольствия составил 42 тыс. вагонов, и ещё эквивалент 15 тыс. вагонов был доставлен с Украины контрабандным путём (вне таможенных пунктов).
По условиям Компьенского перемирия (ноябрь 1918) германские войска должны были оставаться на территории России до прибытия войск Антанты, однако, по договорённости с германским командованием, территории, с которых выводились германские войска, начала занимать Красная Армия и только в некоторых пунктах (Севастополь, Одесса) германские войска были заменены войсками Антанты.

### Контрнаступление Антанты и развал Четверного союза
Амьенская операция (8—13 августа) была первой из серии операций так называемого «стодневного наступления» Антанты, завершившихся военным поражением Германии и Компьенским перемирием. Её особенностью было полное отсутствие артиллерийской подготовки в первый час, что ещё более усилило фактор неожиданности для немцев: ранним утром атаку начали английские танки, а час спустя — французские. Союзники имели более чем двукратное превосходство в силе (400 тыс. против 180 тыс.), и уже к вечеру германцы были отброшены на 8—12 км, потеряв убитыми и ранеными около 30 тыс. человек, и ещё 16 350 пленными. Позже Людендорф назвал 8 августа «самым чёрным днём германской армии в истории мировой войны».
14 августа Гинденбург доложил кайзеру, что боеспособность германской армии пала настолько, что наступать она более не может, и поэтому надо искать скорейшего окончания войны дипломатическим путём. Таким образом, Амьенская операция оказалась переломной для всего хода войны. Со второй половины августа 1918 года главной задачей Германии становится удержание занятых территорий, а Антанты — затягивание окончания войны с целью нанесения наибольшего ущерба противнику и устранения препятствий на пути перекройки политической карты мира, планируемой победителями.
Отдельной задачей, в которой интересы Германии и Антанты сошлись, стала борьба с большевизмом в лице Советской России и новых государственных образований коммунистической ориентации, стихийно возникавших по мере нарастания революционных настроений в терпящих поражение Германии и Австро-Венгрии. Ещё 11 февраля Людендорф считал, что «исход операций на Западном фронте требует привлечения всех пригодных сил с Восточного фронта». Но на практике выяснилось, что «переброска дивизий из России, где солдаты, близко соприкасаясь с населением, воспринимали революционные идеи, ещё более способствовала ускорению процесса разложения частей, находившихся на Западном театре», и воззрения германского генштаба изменились на противоположные:

Если бы мы очистили русскую территорию и ограничились удержанием наших границ, большевизм стучался бы, наверное, у наших ворот уже в 1918 году.
Сен-Миельская операция (12—19 сентября) была первой самостоятельной операцией американских войск. Генерал Першинг, располагавший 17 дивизиями против 7 ослабленных дивизий у противника, 2900 орудий против 560 и 1100 самолётов против 200, должен был окружить немцев у города Сен-Миель и срезать выступ в Лотарингии. Потеряв 4 тыс. убитыми против 2 тыс. у противника, Першинг окружить противника не смог, а выступ самоликвидировался благодаря отступлению германских войск.
Мёз-Аргоннское наступление (26 сентября — 13 октября) развернулось на 450-километровом фронте от Северного моря до реки Маас, где Франция и США сосредоточили 1 200 000 солдат. Хотя им противостояли втрое меньшие (450 000) силы измотанной германской армии, потери сторон оказались примерно равны (196 тыс. против 192 тыс.), причём французы за 18 дней боёв продвинулись лишь на 4 км, а американцы максимум на 9-12 км. Причинами неудачи наступления считаются не только стойкость немецких войск, несмотря на известные им новости о согласии Германии на перемирие, но и неспособность генерала Першинга руководить крупными операциями. 21 октября Клемансо потребовал заменить американского командующего, но Фош отказался во избежание конфликта с союзником. Некоторые западные историографы искусственно продолжают временные рамки сражения до дня перемирия 11 ноября.
Ещё в конце весны Болгария чувствовала себя победительницей: оставшись после заключения Брестского мира в одиночестве на Восточном фронте, Румыния вступила в переговоры о мире с Центральными державами, а 7 мая подписала Бухарестский мирный договор, по которому уступленная в 1913 году Южная Добруджа вернулась в состав Болгарии. После того, как Германия перебросила свою 11-ю армию с Балкан на Западный фронт, положение Болгарии оказалось шатким. Наступать своими силами Болгария была не в состоянии, а удерживать фронт смогла только до первого наступления противника. Собрав 600-тысячную группировку англо-франко-сербо-греко-итальянских сил, Антанта обеспечила полуторакратное превосходство над 400-тысячной армией Болгарии, завершив победой Вардарское наступление (15—29 сентября). Уже 26 сентября в обстановке панического бегства войск с фронта Болгария запросила о мире. Солунское перемирие, заключённое ею 29 сентября, было равносильно полной капитуляции: вся страна, с её железными дорогами и материальными ресурсами, поступила в полное распоряжение Антанты. Это делало неизбежным открытие Антантой новых фронтов против Австрии и Турции. Тем самым Солунское перемирие положило начало развалу Четверного союза.
4—5 октября 1918 года Германия объявила о согласии принять «Четырнадцать пунктов Вильсона» за основу для мирных переговоров. Тем самым Германия фактически признавала своё поражение, отказывалась от всех своих территориальных приобретений XIX века, Эльзаса и Лотарингии; предусматривалась организация независимой Польши, в том числе из территорий Германии (Познанского округа и др.). Тем не менее военные действия продолжались; во многом это было вызвано отказом императора Вильгельма от отречения, которое выставили условием союзники. Также союзники ставили требования, направленные на невозможность для Германии возобновления войны (выдача вооружения, разоружение флота и др.). В условиях прогрессирующего развала фронта на Западе и снижения боеспособности сухопутных войск германское командование искало способы улучшения переговорных позиций. С этой целью оно начало планирование нового морского сражения, в котором основной упор должен был быть сделан на действия подводного флота. Планировалось нанесение противнику значительного ущерба с перспективой возобновления подводной войны.
В конце октября итальянские войска нанесли поражение австро-венгерской армии у Витторио-Венето и освободили итальянскую территорию, захваченную противником в предыдущем году.
С 1 октября в Германии был сформирован новый кабинет министров во главе с принцем Максом Баденским для начала мирных переговоров на условиях Антанты и принятия 14 пунктов президента США Вильсона. К 1 ноября войска Антанты освободили территорию Сербии, Албании, Черногории, вошли после перемирия на территорию Болгарии и вторглись на территорию Австро-Венгрии.
30 октября из войны вышла Османская империя, 3 ноября — Австро-Венгрия. Германия осталась в одиночестве.

### Конец войны
5 ноября 1-й американской армии удалось прорвать германский фронт, 6 ноября началось общее отступление германских войск.
В это критическое для Германии время в Киле 4 ноября началось восстание матросов германского флота, которое переросло в Ноябрьскую революцию. Все попытки подавить революционные выступления оказались безуспешными.
Чтобы не допустить окончательного поражения армии, 8 ноября в Компьенский лес прибыла германская делегация, принятая маршалом Фошем. 9 ноября Вильгельм II был свергнут и бежал в Нидерланды.
11 ноября 1918 года в 5 часов утра по французскому времени условия перемирия были подписаны. В 11 часов раздались первые выстрелы артиллерийского салюта наций в 101 залп, возвестившего окончание войны.

### Другие театры военных действий
После того, как 30 октября 1918 года было подписано Мудросское перемирие с Османской империей, 14 ноября британская армия заняла Мосул.
В Восточной Африке войска Германии под командованием Леттов-Форбека насчитывавшие всего 1400 человек, продолжали успешно сопротивляться превосходящим силам противника. Покинув Португальский Мозамбик, 31 октября 1918 года они вторглись на территорию британской колонии Северная Родезия, где сложили оружие, лишь узнав о поражении Германии.

## Итоги войны

### Политические итоги
Спустя полгода Германия была вынуждена подписать Версальский договор (28 июня 1919 года), составленный государствами-победителями на Парижской мирной конференции и официально завершивший Первую мировую войну.
Были также заключены мирные договоры с:
- Австрией (Сен-Жерменский договор)
- Болгарией (Нёйиский договор)
- Венгрией (Трианонский договор)
- Турцией (Севрский мирный договор).

Результатами Первой мировой войны стали Февральская и Октябрьская революции в России и Ноябрьская революция в Германии. С политической карты мира исчезли четыре империи: Германская, Османская, Российская и Австро-Венгрия, причём три последние распались на отдельные государства.
Германия понесла наибольшие потери в войне. Поражение в войне и давление стран-победительниц вызвали Ноябрьскую революцию и смену политического режима в стране. Германия перестала быть монархией, в ней была установлена парламентская форма правления. Оставшись единой страной, она была урезана территориально и ослаблена экономически. Чувство поражения в тяжелейшей войне, обременительные для страны условия Версальского мира (выплата репараций и др.), перенесённое ею национальное унижение породили реваншистские настроения и стремление видеть в поражении результат деятельности внутренних врагов, например, легенда об ударе ножом в спину. Всё это стало одной из предпосылок прихода к власти нацистов во главе с Адольфом Гитлером, развязавшим в сентябре 1939 года Вторую мировую войну, обернувшуюся национальной катастрофой 1945 года.
Потери Англии и Франции, как стран-победительниц, тоже оказались немалыми. Для сравнения, несмотря на бо́льшую продолжительность Второй мировой войны, потери в ней оказались вдвое ниже, чем в Первой мировой. Ссылки на усталость от войны и неготовность к активной международной политике пошли в ход после прихода Гитлера к власти, когда от стран-победительниц потребовалось дать коллективный отпор агрессору вплоть до применения силы. Вместо этого Англия и Франция встали на путь «умиротворения», а по сути попустительства Гитлеру, прикрываемого ссылками на общественное мнение. «Защита мира требовала мужества, воли и готовности к жертвам. Но сама мысль о жертвах для людей, которые только недавно пережили войну, казалась чудовищным. Общественное мнение в Англии и Франции было категорически против новых сражений». Например, в англо-германской декларации, подписанной в Мюнхене по итогам конференции 1938 года, отмечалось, что стороны рассматривают Мюнхенское соглашение, а также подписанное ещё в 1935 году англо-германское соглашение «как символизирующее желание наших двух народов никогда более не воевать друг с другом». Провозглашалась решимость сторон устранять возможные источники разногласий «методом консультаций».
Для ещё одной страны-победительницы — США — потери в войне были абсолютно и относительно невелики, экономическое положение США значительно улучшилось за время войны. Но общественное мнение США было разочаровано результатами победы и послевоенного мироустройства. В целом американское общество склонялось к мнению об обоюдной ответственности противников за возникновение войны (обычное определение войны как «династической свары»), было разочаровано обнародованными фактами тайной дипломатии своих союзников (тайные договоры были обнародованы советскими властями после 1917 года), подозревало их в том, что они просто использовали США в своих интересах. В ходе послевоенного урегулирования часто нарушался принцип самоопределения народов, сохранилась практика колониализма, а немецкие колонии были фактически поделены между победителями. США отказались от подписания Версальского договора и от участия в Лиге наций. В 1935 году в США был принят закон о нейтралитете, который ограничивал возможность вмешательства в иностранные военные конфликты. В случае возникновения где-либо военного конфликта президент должен был запретить экспорт оружия в воюющие государства, а также запретить американцам плавать на судах этих государств.
В Италии война подтвердила историческую правоту политиков, которые во главе с Джолити настаивали на нейтралитете. Среди всех индустриальных стран армия Италии показала наихудшую боеспособность. Вопреки известным закономерностям войны, даже в обороне итальянцы несли большие потери, чем их противники. Почти 700 тыс. убитых и свыше 1 млн искалеченных — несоразмерная цена за территориальные приобретения, сомнительные уже тем, что до войны этническим большинством на них были не итальянцы, а немцы, как в Южном Тироле, или славяне, как в Истрии. Аннексированные хорватские области с портами Риека и Задар, а также ряд островов в Адриатическом море усиливали стратегические позиции итальянского флота. Реальный выигрыш от втягивания Италии в войну получили только зарубежные подрядчики — по внешнему долгу в 5 млрд долларов (перед Британией и США) Италия рассчиталась только через 50 лет, в начале 1970 годов. Не получила Италия и германских колоний, а свержение султанской власти в Турции и вовсе развеяло надежды на новые колониальные захваты, которые во время войны разогревали Сондрио в правительстве и Муссолини в массах. И хотя после дипломатического поражения на послевоенных мирных конференциях Сондрио и ряд социал-шовинистов ушли в тень, на политической арене их место заняли фашисты. Демагогические заявления об «украденной победе» (итал. vittoria mutilata) и о «побеждённой стране в стане победителей» завоевали доверие к Муссолини со стороны крупного капитала, который сделал ставку на чернорубашечников в борьбе с рабочим движением. Масштабы экономической разрухи в Италии уже к весне 1917 года стали катастрофическими; летом страну охватили продовольственные волнения, а в 1920 году разразился экономический кризис. «Красное двухлетие» 1919—1920 годов принесло итальянским трудящимся установление 8-часового рабочего дня, но за этим наступило «чёрное двухлетие» 1921—1922 годов, завершившееся «походом на Рим» чернорубашечников во главе с Бенито Муссолини и установлением фашистского режима.
Советская Россия после выхода из войны и заключения сепаратного мира с державами Четверного союза не вошла в число держав-победительниц. Несмотря на значительные потери в войне, Советская Россия не была приглашена к участию в послевоенном мироустройстве, не подписывала мирные договоры с побеждёнными странами и не участвовала в Лиге наций (до изменения международной ситуации в 1930-х). По отношению к послевоенному мировому порядку Советская Россия была настроена резко критически; Версальский мирный договор, по мнению главы советского государства В. И. Ленина, представлял собой «неслыханный, грабительский мир». Советская Россия пыталась изменить установленный порядок, например активно помогала кемалистским силам, успешно боровшимся против навязанного Севрского мирного договора. Советская Россия по итогам войны, образования новых независимых государств, гражданской войны и конфликтов с соседними странами утратила значительные территории в Восточной Европе и одну область, равную губернии, на Кавказе, но при этом сохранила статус великой державы и продолжала рассматриваться как часть мирового сообщества, хотя и являлась непризнанным государством. Она отказалась признавать долги царского и Временного правительств (на Генуэзской мирной конференции 1922 года ей были предъявлены требования о долговых обязательствах на сумму 18,5 млрд золотых рублей (1 золотой рубль = 0,5 доллара)) и высказала предложение признания довоенных долгов в обмен на аннулирование военных долгов и нормализацию отношений. Данные предложения не были приняты, но нормализация отношений Советской России и других стран продолжилась, и в 1924 году многие страны признали СССР.

### Территориальные изменения
В результате войны:
- аннексированы:
  - Бельгией — округи Эйпен, Мальмеди, территория Мореснет;
  - Грецией — Западная Фракия;
  - Данией — Северный Шлезвиг;
  - Италией — Южный Тироль и Истрия;
  - Румынией — Трансильвания, Южная Добруджа, Буковина, Бессарабия (Советская Россия не признавала суверенитет Румынии над территорией Бессарабии[208]);
  - Францией — Эльзас-Лотарингия;
  - Сербией — Банат, Бачка и Баранья, Словения, Королевство Хорватия и Славония, Черногория с последующим созданием Югославии;
  - Японией — Цзяо-Чжоу (в 1922 году была передана Китаю);
  - Китаем — германские концессии в Тяньцзине[кит.] и Ханькоу, а также австро-венгерская концессия в Тяньцзине[209].
- В форме мандатов Лиги Наций получен контроль[210]:
  - Великобританией — Месопотамия (Ирак), Палестина (территории Трансиордании, Палестины и Израиля), Танганьика (Танзания), Западный Камерун (часть Нигерии и Камеруна), Британское Того (восточная часть Ганы);
  - Францией — Сирия (территории Сирии, Ливана, Хатая), Восточный Камерун (часть Камеруна), Французское Того (Того);
  - Бельгией — Руанда-Урунди (Руанда, Бурунди);
  - Японией — немецкие острова в Тихом океане севернее экватора (Северные Марианские Острова, Палау, Федеративные Штаты Микронезии, Маршалловы Острова);
  - Южно-Африканским Союзом — Юго-Западная Африка;
  - Австралия — Новая Гвинея (северная часть Папуа — Новой Гвинеи), Науру;
  - Новая Зеландия — Западное Самоа (Самоа).
- Великобритания и Франция оккупировали Саар. Территория перешла под управление Лиги Наций;
- провозглашена независимость Белорусской народной республики, Украинской народной республики, Республики Армении, Азербайджанской демократической республики, Грузинской демократической республики, Венгрии, Данцига, Латвии, Литвы, Польши, Чехословакии, Эстонии, Финляндии;
- основана Австрийская республика;
- Германская империя де-факто стала республикой;
- демилитаризированы Рейнская область и черноморские проливы.

### Военные итоги
Вступая в войну, генеральные штабы воюющих государств, и в первую очередь Германии, исходили из опыта предыдущих войн, победа в которых решалась сокрушением армии и военной мощи противника. Эта же война показала, что отныне мировые войны будут носить тотальный характер с вовлечением всего населения и напряжением всех моральных, военных и экономических возможностей государств. И окончиться такая война может только безоговорочной капитуляцией побеждённого.
Первая мировая война ускорила разработку новых вооружений и средств ведения боя. Впервые были использованы танки, химическое оружие, противогазы, зенитные и противотанковые орудия, огнемёты. Широкое распространение получили самолёты, пулемёты, миномёты, ручные гранаты, подводные лодки, торпедные катера. Резко выросла огневая мощь войск. Появились новые виды артиллерии: зенитная, противотанковая, сопровождения пехоты. Авиация стала самостоятельным родом войск, который стал подразделяться на разведывательную, истребительную и бомбардировочную. Возникли танковые войска, химические войска, войска ПВО, морская авиация. Увеличилась роль инженерных войск и снизилась роль кавалерии, сократившейся в 2—3 раза. Появились войска связи и автомобильные войска. Получило развитие военное искусство, но и применялась «окопная тактика» ведения войны с целью изматывания противника и истощения его экономики, работающей на военные заказы.
В настоящее время большое внимание военно-исторической науки привлекает вопрос о применении разработанных в период войны 1914—1918 годов тактических приёмов прорыва укреплённого фронта. Достижения германской армии в наступлениях 1918 года оказались заслонёнными последовавшим военным поражением Германии и событиями гражданской войны в России 1917—1921 годов. Между тем сегодня справедливо указывается, что успехи немецкой армии в первый период Второй мировой войны во многом основывались на усвоении опыта успешных наступлений Германии на Западном фронте в 1918 году, а успехи советской армии во второй период Второй мировой войны во многом основывались на усвоении опыта наступлений России в 1914 и 1916 годах.

### Экономические итоги и потери
| Страна              | Убитые и умершие |
| ------------------- | ---------------- |
| Германия            | 2 037 000        |
| Россия              | 1 811 000        |
| Франция             | 1 327 000        |
| Австро-Венгрия      | 1 100 000        |
| Османская империя   | 804 000          |
| Великобритания      | 715 000          |
| Италия              | 578 000          |
| Сербия и Черногория | 278 000          |
| Румыния             | 250 000          |
| США                 | 114 000          |
| Китай               | 10 500           |
| Португалия          | 7 200            |
| Япония              | 2 000            |
| Бразилия            | 200              |
| Сиам                | 20               |
| Итого               | 9 033 920        |

Грандиозный масштаб и затяжной характер Первой мировой войны привели к беспрецедентной для индустриальных государств милитаризации экономики, что оказало влияние на ход их последующего экономического развития в межвоенный период. В частности, усилилось государственное регулирование экономики, формировались военно-промышленные комплексы, выросла доля оборонной продукции и продукции двойного назначения, ускорилось развитие энергосистем, сети дорог с твёрдым покрытием и других общенациональных инфраструктур.
Из более чем 70 миллионов человек, мобилизованных в армии воюющих стран, погибло от 9 до 10 миллионов, было ранено более 20 млн человек. Число жертв среди мирного населения составило от 7 до 12 миллионов. Голод и эпидемии в результате войны унесли жизни ещё как минимум 20 миллионов человек.
Соотношение нагрузки на экономику между воюющими странами, а также сопутствующее войне нарастание внутренних проблем неоднократно анализировалось историками. В последнее время некоторые из них делают выводы о том, что «Россия вела войну с гораздо меньшим напряжением сил, чем её противники и союзники», когда сравниваются мобилизационные возможности стран-участниц. При этом доля мобилизованных в суммарной возрастной категории до 49 лет (по С. В. Волкову 39 % от всех мужчин в возрасте 15-49 лет для России и 81 % для Германии), не указывается, исключены ли из расчётов обширные национальные окраины империи, этническое большинство которых за редкими исключениями в армию не призывалось (равно как и население колоний прочих воюющих стран). Не испытывала Россия и проблем с дефицитом продуктов, в отличие от той же Германии и Австро-Венгрии.

## Преступления против человечества
Ужас, охвативший армян, — свершившийся факт. В значительной степени это результат политики пацифизма, которой придерживался этот народ в течение последних четырёх лет. Присутствие наших миссионеров и то, что мы не участвовали в войне, не помешали туркам устроить резню от 500 тыс. до 1 млн армян, сирийцев, греков и евреев, при этом подавляющее большинство жертв составляли армяне. ... армянская резня — величайшее преступление этой войны, и если нам не удастся выступить против Турции, значит — мы потворствуем им...
— Теодор Рузвельт. Из письма Кливленду Гудли Доджу 11 мая 1918 года

## Мемориалы, памятники
Создание памятников жертвам войны началось во многих странах-участницах ещё до её завершения. Наиболее значимые сооружения, ставшие затем главными центрами памятных торжественно-траурных мероприятий национального масштаба в своих странах, были возведены в 1920-е годы.
В дополнение к таким традиционным архитектурным формам, как триумфальные арки, памятники отдельным героям и войсковым соединениям, а также культовым постройкам, посвящённым героям и жертвам, появился новый тип монумента — памятники неизвестным солдатам. Первые неизвестные солдаты были торжественно захоронены одновременно в Англии и во Франции 11 ноября 1920 года, в годовщину Компьенского перемирия. Через три года в Париже было положено начало ещё одной новой традиции — Вечный огонь рядом с мемориальными захоронениями.
Сам День перемирия (11 ноября) или ближайшие к нему даты стали в Бельгии, Франции и Сербии отмечаемым ежегодно национальным праздником. В Веймарской республика (Германии) в память о погибших был учреждён Всенародный День скорби. Там же, в Восточной Пруссии, в 1924—1927 годах был сооружён крупнейший среди всех мемориалов по размаху Танненбергский мемориал — восьмиугольный замок, в каждой из 8 башен которого находились мемориальные экспозиции, в склепах под ними — могилы героев, а посреди огромной внутренней площади замка — братская могила 20 неизвестных солдат и место для проведения многолюдных траурных церемоний. Мемориал был взорван по приказу Гитлера в январе 1945 года перед приближающимися советскими войсками.
К началу 1930-х годов мемориалы жертвам войны появились во всех департаментах Франции, во всех крупнейших городах западноевропейских стран. Массовое их строительство окончательно прекратилось с началом Второй мировой войны. Возобновление внимания к памяти жертв Первой мировой войны началось в первом десятилетии XXI века. В Беларуси в 2011 году было возрождено Братское кладбище Минска, где захоронен прах около 5 тыс. военнослужащих, умерших от ран. Массовый и повсеместный характер строительство и восстановление мемориалов приобрело в 2014 году, в связи со 100-летней годовщиной начала «всемирной бойни». В Москве, в уже созданном к тому времени военному мемориалу на Поклонной горе, который превзошёл по своим размахам Танненберг, 1 августа 2014 года был открыт специальный памятник героям Первой мировой войны. Были также открыты памятники «Прощание славянки» на Белорусском вокзале в Москве, в Калининградской области, в Липецке и Пскове.
Человечество никогда ещё не было в таком положении. Не достигнув значительно более высокого уровня добродетели и не пользуясь значительно более мудрым руководством, люди впервые получили в руки такие орудия, при помощи которых они без промаха могут уничтожить всё человечество. Таково достижение всей их славной истории, всех славных трудов предшествовавших поколений. И люди хорошо сделают, если остановятся и задумаются над этой своей новой ответственностью. Смерть стоит начеку, послушная, выжидающая, готовая служить, готовая смести все народы «en masse», готовая, если это потребуется, обратить в порошок, без всякой надежды на возрождение, всё, что осталось от цивилизации. Она ждёт только слова команды. Она ждёт этого слова от хрупкого перепуганного существа, которое уже давно служит ей жертвой и которое теперь один единственный раз стало её повелителем.
Вся добродетель и красота Германии раскрывается лишь в войне. Немецкая душа воинственна из-за нравственности, не из-за тщеславия и мании победы или империализма. Ей свойственно что-то глубинное и иррациональное — демонический и героический элемент, который противится признать социальный дух как последний и достойный человека идеал. Вы хотите нас окружить, изолировать, истребить, но Германия будет, как лев, защищать своё глубокое ненавистное „Я“.
Правды ради надо признать, что в этом первом движении масс было нечто величественное, нечто захватывающее и даже соблазнительное, чему лишь с трудом можно было не поддаться. И, несмотря на всю ненависть и отвращение к войне, мне не хотелось бы, чтобы из моей памяти ушли воспоминания об этих днях. Как никогда, тысячи и сотни тысяч людей чувствовали то, что им надлежало бы чувствовать, скорее, в мирное время: что они составляют единое целое. (…) Так мощно, так внезапно обрушилась волна прибоя на человечество, что она, выплеснувшись на берег, повлекла за собой и тёмные, подспудные, первобытные стремления и инстинкты человека (…) Возможно, и эти темные силы способствовали (…) тому зловещему, едва ли передаваемому словами упоению миллионов, которое в какое-то мгновение дало яростный и чуть ли не главный толчок к величайшему преступлению нашего времени.

## В филателии
- Почтовые марки СССР, 1934 год. Антивоенная серия «К 20-летию начала Первой мировой»
- Бомбардировка мирного города
- Беженцы — жертвы войны
- Инвалиды войны
- Меч — плуг войны
- Братание солдат на фронте